# Ciclones tropicais em 2018

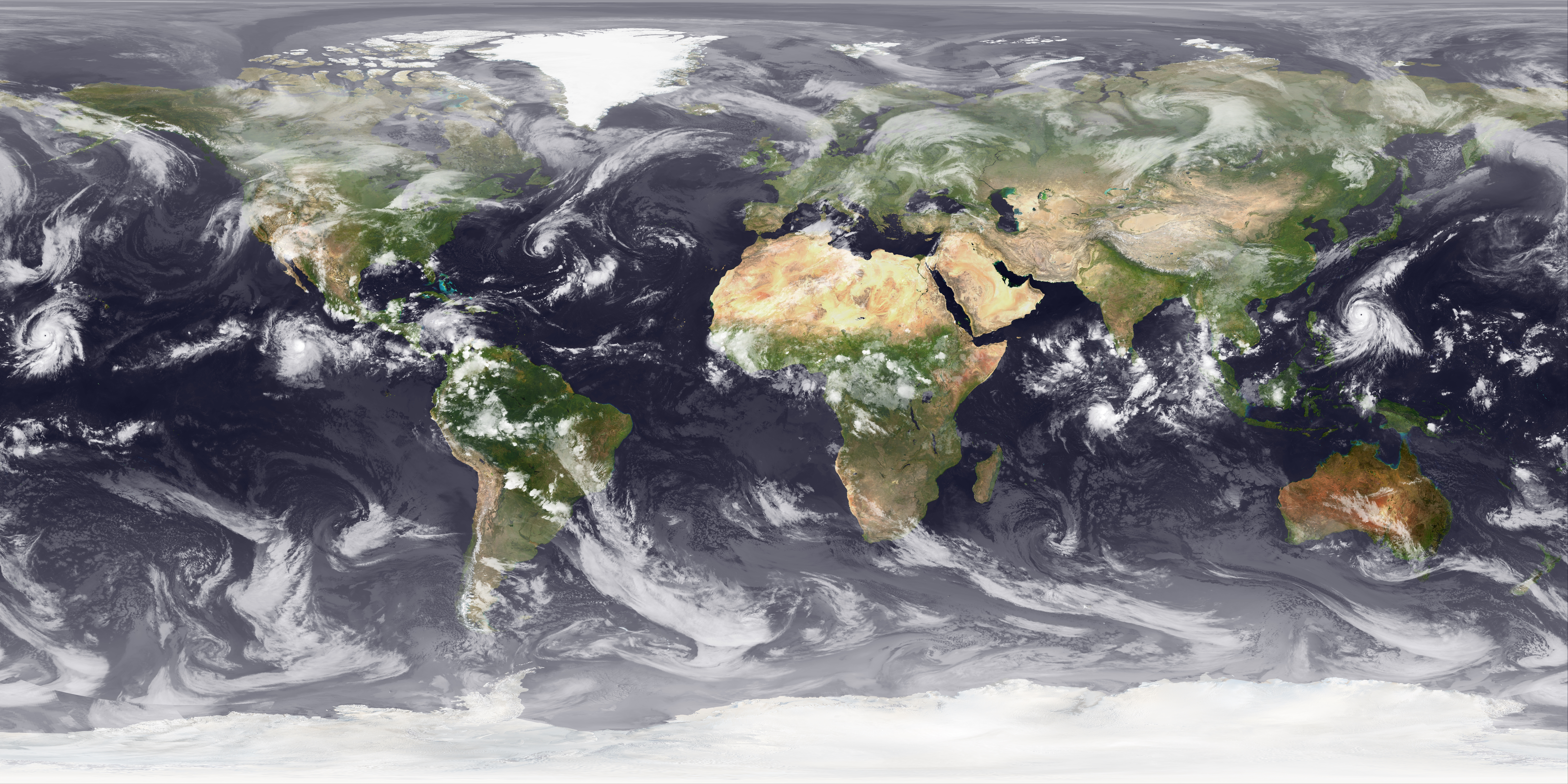
Furacões Walaka e Sergio, Depressão tropical Rosa, Tempestade tropical Leslie e Tufão Kong-rey em 2 de outubro de 2018

Durante 2018, os ciclones tropicais formaram-se em sete bacias de ciclones tropicais diferentes, localizadas em várias partes dos oceanos Atlântico, Pacífico e Índico. Durante o ano, um total de 151 ciclones tropicais se formaram neste ano até o momento. 102 ciclones tropicais foram nomeados por um Centro Meteorológico Especializado Regional (RSMC) ou um Centro de Alerta de Ciclone Tropical (TCWC).
Com 151 ciclones tropicais, 2018 foi um dos anos mais ativos já registrados, e também foi considerado o segundo ano mais intenso de ciclones tropicais já registrado, apresentando onze ciclones tropicais Categoria 5, de acordo com a Escala de furacões de Saffir-Simpson (SSHWS), atrás apenas de 1997 e 2014. A bacia mais ativa no ano foi a do Pacífico Ocidental, que documentou 28 sistemas nomeados. O Pacífico Oriental também viu um ano incrivelmente acima da média com 23 sistemas nomeados, atingindo a maior Energia ciclônica acumulada (ACE) já registrada na bacia. A atividade na Bacia do Atlântico estava excepcionalmente acima da média, com 15 tempestades tropicais se desenvolvendo, apesar do El Niño, que normalmente suprimia a atividade no Atlântico. O Oceano Índico Norte também estava acima da média, documentando sete tempestades nomeadas, tornando-se a segunda estação mais ativa na história da bacia desde o início de registros confiáveis. A atividade nas três bacias do hemisfério sul - Sudoeste das Índias, Austrália e Pacífico Sul - foi distribuída uniformemente, com cada região registrando sete tempestades nomeadas cada.
Os ciclones tropicais mais fortes foram o tufão Kong-rey e o tufão Yutu com uma pressão mínima de 900 mbar / hPa (26,58 inHg), enquanto o ciclone tropical mais caro do ano foi o furacão Michael no Atlântico, que atingiu a Flórida em outubro causando US $ 25,1 mil milhões em danos. E o ciclone tropical mais mortal do ano foi a tempestade tropical Son-Tinh no Pacífico Ocidental, que matou 170 pessoas no Vietnã e no Laos.

## Condições atmosféricas e hidrológicas globais
No Oceano Pacífico Oriental, houve um El Niño ativo. Esta foi uma das principais causas para a atividade recorde do Pacífico Oriental em 2018.
No Oceano Atlântico Norte, as condições atmosféricas e hidrológicas foram geralmente desfavoráveis à ciclogênese tropical. No Atlântico tropical, as temperaturas da superfície do mar foram mais frias do que a média, característica de uma fase negativa da oscilação multidecadal do Atlântico (AMO). Além disso, grandes quantidades de poeira do Saara, juntamente com um cisalhamento do vento de nível superior mais forte do que a média sobre o Atlântico tropical, criaram um ambiente atmosférico desfavorável.

## Resumo

### Oceano Índico Norte

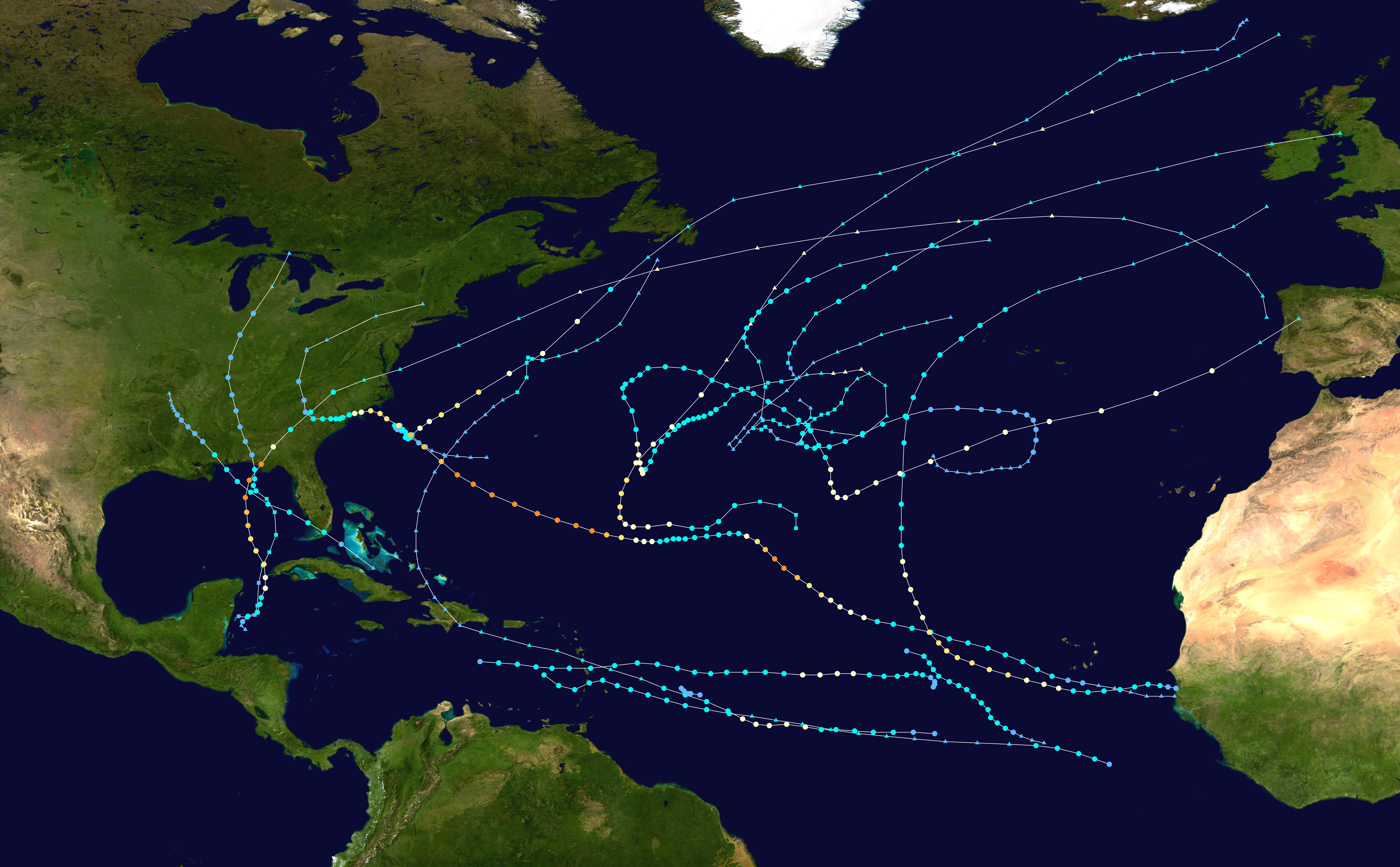
Mapa de resumo da temporada de furacões do Oceano Atlântico de 2018

A temporada de furacões no oceano Atlântico de 2018 foi a terceira em uma série consecutiva de temporadas de furacões no Atlântico acima da média e prejudiciais, com quinze tempestades nomeadas, oito furacões e dois grandes furacões,  que causaram um total de mais de $ 50 mil milhões (2018 USD ) em danos e pelo menos 172 mortes.
A temporada começou com a formação da Tempestade Tropical Alberto em 25 de maio, marcando o quarto ano consecutivo em que a atividade começou cedo. No entanto, nenhuma tempestade se desenvolveu no mês de junho. Julho viu a formação de Beryl e Chris, que se intensificaram em furacões. Agosto também apresentou duas tempestades nomeadas, Debby e Ernesto, embora nenhuma tenha se fortalecido além do status de tempestade tropical. Em 31 de agosto, desenvolveu-se a depressão que mais tarde se tornaria o furacão Florence. Setembro foi o mês de maior atividade, com Florença, Gordon, Helene, Isaac, Joyce, Tropical Depression Eleven, Kirk e Leslie também se formando ou existindo no mês. Florence, Helene, Isaac e Joyce existiram simultaneamente por alguns dias em setembro, tornando-se a primeira vez desde 2008 que quatro tempestades nomeadas estavam ativas ao mesmo tempo. A temporada também se tornou o segundo ano consecutivo com três furacões ativos simultaneamente.
A atividade continuou em outubro, com a formação de Michael em 7 de outubro e se transformando em um grande furacão sobre o Golfo do México, antes de atingir o Panhandle da Flórida no pico de intensidade. Michael, que atingiu o pico como uma furacão categoria 5 com ventos máximos sustentados de 160 mph (260 km/h) e uma pressão barométrica mínima de 919 mbar (27.1 inHg)  , foi o ciclone tropical mais intenso da temporada e uma das apenas quatro tempestades a atingir o continente dos Estados Unidos como uma categoria 5, sendo os outros o furacão do Dia do Trabalho de 1935, o furacão Camille em 1969 e o furacão Andrew em 1992. Depois de 15 dias consecutivos como um ciclone tropical, Leslie fez a transição para um poderoso ciclone extratropical em 13 de outubro, enquanto situado a aproximadamente 190 km (120 mi) oeste da Península Ibérica, antes de fazer landfall logo depois. Um período de inatividade de duas semanas se seguiu quando a temporada começou a diminuir. Oscar, formando-se como uma tempestade subtropical em 26 de outubro, intensificou-se para um furacão no dia seguinte, tornando-se o oitavo furacão da temporada. A transição extratropical de Oscar encerrou as atividades da temporada em 31 de outubro. Nenhum sistema foi formado no mês de novembro pela primeira vez desde 2014.
A atividade sazonal foi refletida com um valor de índice de energia do ciclone acumulado de 133 unidades. ACE é, em termos gerais, uma medida da força de um furacão multiplicada pela duração de sua existência; portanto, tempestades de longa duração e sistemas particularmente fortes resultam em altos níveis de ACE. A medida é calculada com base em avisos completos para ciclones com intensidade de tempestade tropical - tempestades com ventos superiores a 39 mph (63 km/h).

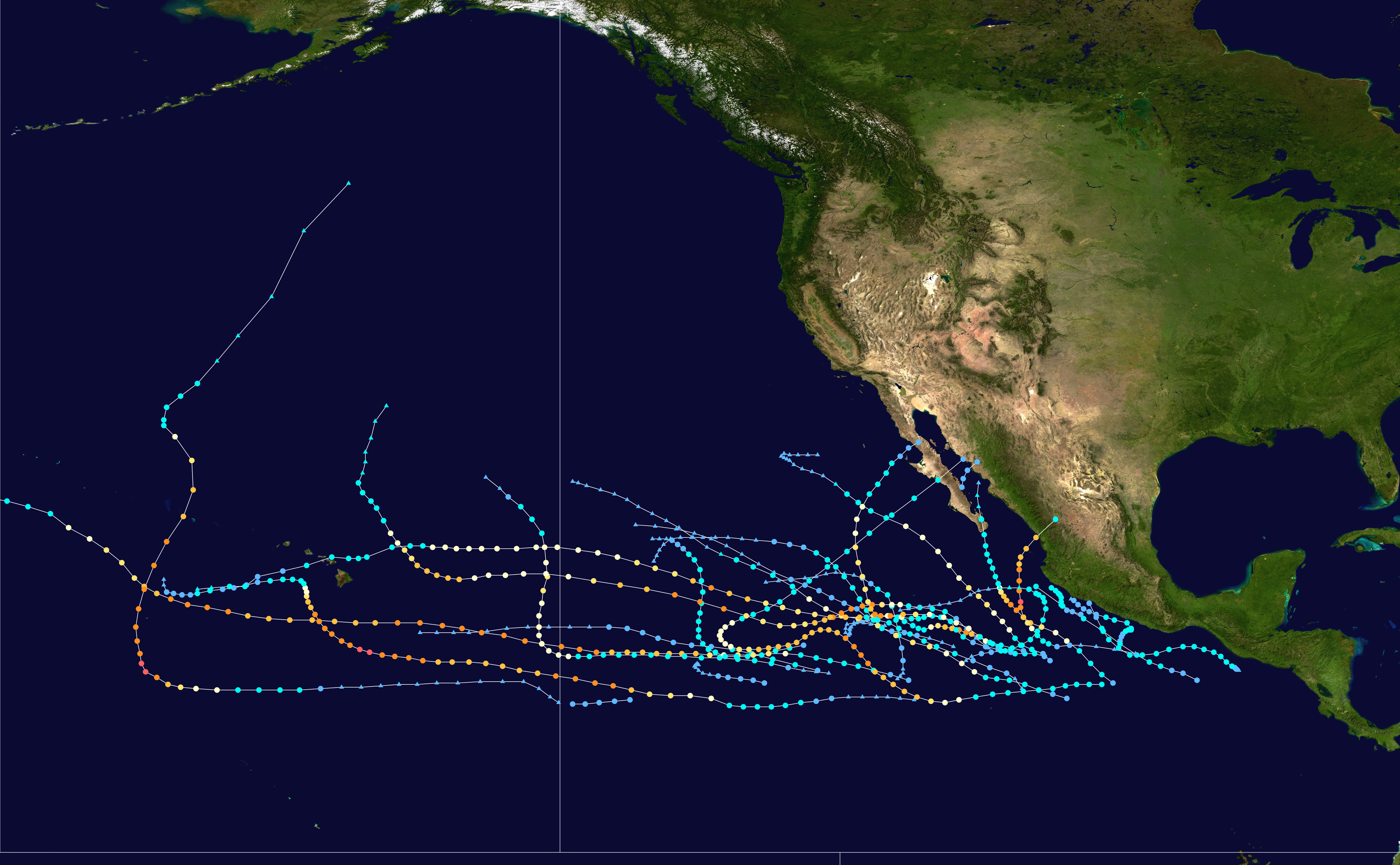
Mapa de resumo da temporada de furacões do Pacífico 2018

2018 Pacific temporada de furacões foi uma das mais ativas temporadas de furacões do Pacífico no registro, produzindo a mais alta energia ciclônica acumulada valor já registrado na bacia. A temporada teve o quarto maior número de tempestades nomeadas - 23, empatado com 1982. A temporada também apresentou oito landfalls, seis dos quais ocorreram no México. A temporada produziu 26 depressões tropicais formadas, com 23 atingindo a intensidade das tempestades tropicais. Treze das tempestades tropicais tornaram-se furacões, com 10 atingindo a maior intensidade de furacão. O índice de energia ciclônica acumulada (ACE) para a temporada de furacões de 2018 no Pacífico foi 316.565 unidades (201,9725 unidades para o Pacífico Oriental e 114,5925 unidades para o Pacífico Central).
A temporada começou com a formação do Tropical Depression One-E em 10 de maio, cinco dias antes do início oficial da temporada de furacões no Pacífico Leste. O mês de junho registrou atividade recorde, com a formação de seis ciclones tropicais – Aletta, Bud, Carlotta, Daniel, Emilia e Seven-E. Com cinco sistemas nomeados, o recorde para a maioria das tempestades tropicais de junho, que foi estabelecido em 1985, foi empatado. Aletta e Bud se intensificaram em grandes furacões de categoria 4, marcando a primeira vez desde 2010 que dois ocorreram em junho. A tempestade tropical Carlotta moveu-se ao longo da costa sul do México, causando chuvas torrenciais. atividade durante o mês de julho foi abaixo do normal em toda a bacia. Embora um total de quatro depressões tropicais tenham se formado, apenas duas se tornaram tempestades – Fabio e Gilma. Intensificação de Fábio em tempestade tropical em julho Eu marquei a primeira data da sexta tempestade nomeada de uma temporada, batendo o recorde anterior de 3 de julho definido em 1984 e 1985.
Agosto foi um mês acima da média para o Pacífico Oriental, com um total de sete tempestades nomeadas ocorrendo durante o mês – Hector, Ileana, John, Kristy, Lane, Miriam e Norman. Formado a partir de uma depressão tropical em julho, o furacão Hector passou mais dias como um grande furacão do que qualquer outra tempestade na bacia. Ele também teve a maior energia de ciclone acumulada desde o furacão John (1994). Na mesma época, a tempestade tropical Ileana se assemelhava à costa sudoeste do México, trazendo fortes chuvas para a região. Formado em meados de agosto, o furacão Lane se tornou o primeiro furacão de categoria 5 a se formar durante o ano. Lane trouxe chuvas recordes para a Ilha Grande do Havaí, tornando-se o ciclone tropical mais úmido daquele estado e o segundo mais úmido dos Estados Unidos. Setembro viu a formação de cinco ciclones tropicais – Olivia, Paul, Dezenove-E, Rosa e Sergio. O furacão Olivia tornou-se o primeiro ciclone tropical registrado na história a atingir as ilhas de Maui e Lanai em 12 de setembro. A Depressão Tropical Dezenove E se formou no Golfo da Califórnia em 19 de setembro, a primeira dessas ocorrências em história registrada. Ele atingiu a costa de Sonora no dia seguinte, causando graves inundações. Além disso, uma tempestade nomeada formou-se no Pacífico Central em setembro – Walaka. Em outubro, Walaka se intensificou em um furacão de categoria 5 no Pacífico Central – a terceira e última tempestade de categoria 5 da temporada.
Outubro rendeu um número acima da média de ciclones tropicais, com três tempestades formando – Tara, Vicente e Willa. Sergio se tornou o oitavo sistema a obter intensidade da Categoria 4 durante a temporada, quebrando o antigo recorde de sete estabelecido em 2015. Rosa e Sergio aterrissaram na Península de Baja California em outubro, trazendo ventos fortes e chuvas para a região antes de atingir o oeste do México. Willa se tornou o segundo furacão de categoria 5 da temporada antes de atingir Sinaloa, no México, no final de outubro. O ciclone trouxe fortes ventos para a área onde atingiu a terra e derrubou chuvas torrenciais em toda a região. A tempestade tropical Vicente causou graves inundações e deslizamentos de terra no oeste do México ao mesmo tempo que Willa, agravando os efeitos deste último em algumas áreas. Novembro apresentou o último sistema da temporada, a tempestade tropical Xavier, que se dissipou em 6 de novembro, marcando o final da temporada.

### Oceano Pacífico Ocidental

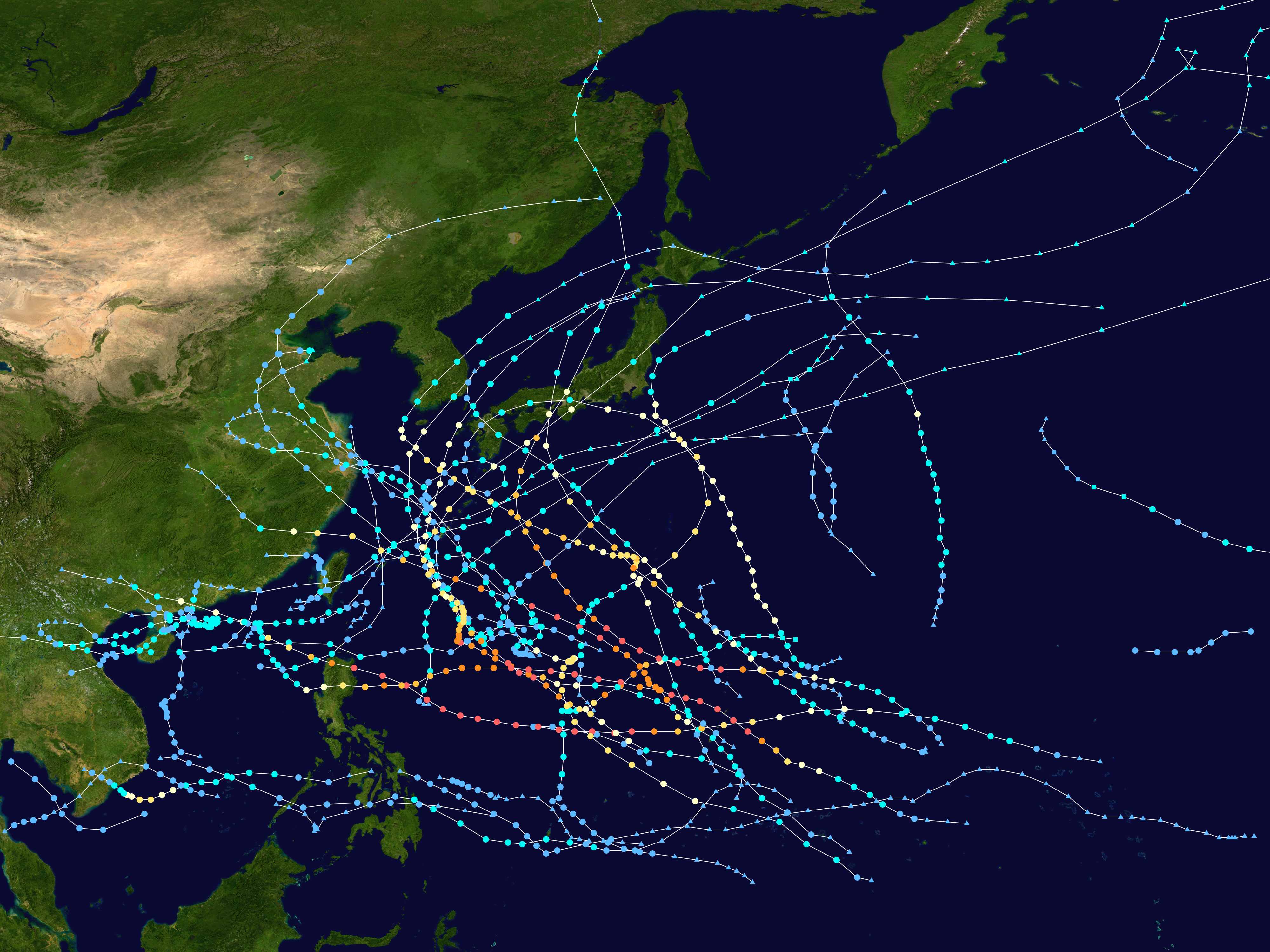
Mapa de resumo da temporada de tufões do Pacífico 2018

A temporada de tufões do Pacífico de 2018 foi a mais cara temporada de tufões do Pacífico já registrada, até que o recorde foi batido no ano seguinte. A temporada foi acima da média, produzindo 29 tempestades, 13 tufões e 7 supertufões.
A temporada começou com a Depressão Tropical Agaton ativa no leste das Filipinas. Ao longo de dois dias, o sistema mudou-se para o Mar da China Meridional e intensificou-se na primeira tempestade nomeada, Bolaven. Um mês depois, a tempestade tropical Sanba se desenvolveu e afetou o sul das Filipinas. Cerca de outro mês depois, a Depressão Tropical 03W formou-se no Pacífico aberto e foi chamada de Jelawat. Jelawat se intensificou no primeiro tufão da temporada em 30 de março e, em seguida, no primeiro supertufão da temporada. A atividade tropical disparou em junho, quando uma série de tempestades se desenvolveu, com a tempestade tropical Ewiniar atingindo a China continental. Mais tarde naquele mês, o tufão Prapiroon se desenvolveu e afetou a Península Coreana, o primeiro desde 2013. Depois disso, o tufão Maria se desenvolveu e atingiu seu pico de intensidade como um supertufão de categoria 5, sendo o primeiro tufão a atingir essa intensidade desde o tufão Nock-ten em 2016. O furacão Hector cruzou a Linha Internacional de Data em 13 de agosto, a primeira a fazê-lo desde Genevieve em 2014. Sistemas como Tempestades Tropicais Son-tinh, Ampil, Josie, Wukong, Jongdari, Shanshan, Yagi, Leepi, Bebinca e Rumbia formaram-se entre o final de julho e o início de agosto.
Em 16 de agosto, o tufão Soulik se desenvolveu e rumou para o norte, até que uma interação do Fujiwhara com o tufão Cimaron (que se formou depois de Soulik) o fez seguir para oeste em direção ao Mar da China Oriental. Mais tarde, atingiu a Coreia do Sul, tornando-se o primeiro tufão a atingir a Coreia do Sul desde o tufão Chaba em 2016. Cimaron atingiu a costa perto de Kyoto, Japão, em 23 de agosto. Quando Cimaron estava se aproximando do continente, formou-se a Depressão Tropical Luis, que atingiu o continente na China e em Taiwan. Mais tarde naquele mês, o tufão Jebi se desenvolveu sobre o Pacífico Ocidental e se intensificou até se tornar o terceiro supertufão da temporada.
Em setembro, o tufão Mangkhut se tornou o quarto supertufão da temporada e atingiu a ilha de Luzon, nas Filipinas. No mesmo dia, formou-se a Depressão Tropical de Neneng, que mais tarde se tornou a Tempestade Tropical Barijat e atingiu o Vietnã. No final de setembro, o tufão Trami (Paeng) foi formado, tornando-se o quinto supertufão de 2018. Enquanto o Typhoon Trami estava no Pacífico Ocidental, se aproximando de Okinawa com ventos de 165 km/h (103 mph), formou-se a Depressão Tropical 30W e foi nomeada Kong-rey pela JMA após se transformar em uma tempestade tropical. Ele se intensificou em um supertufão em 2 de outubro, tornando-se o supertufão da 5ª categoria 5. Mais tarde naquele mês, foi seguida pela sexta e última tempestade equivalente à Categoria 5 da temporada, Yutu.

### Sudoeste do Oceano Índico

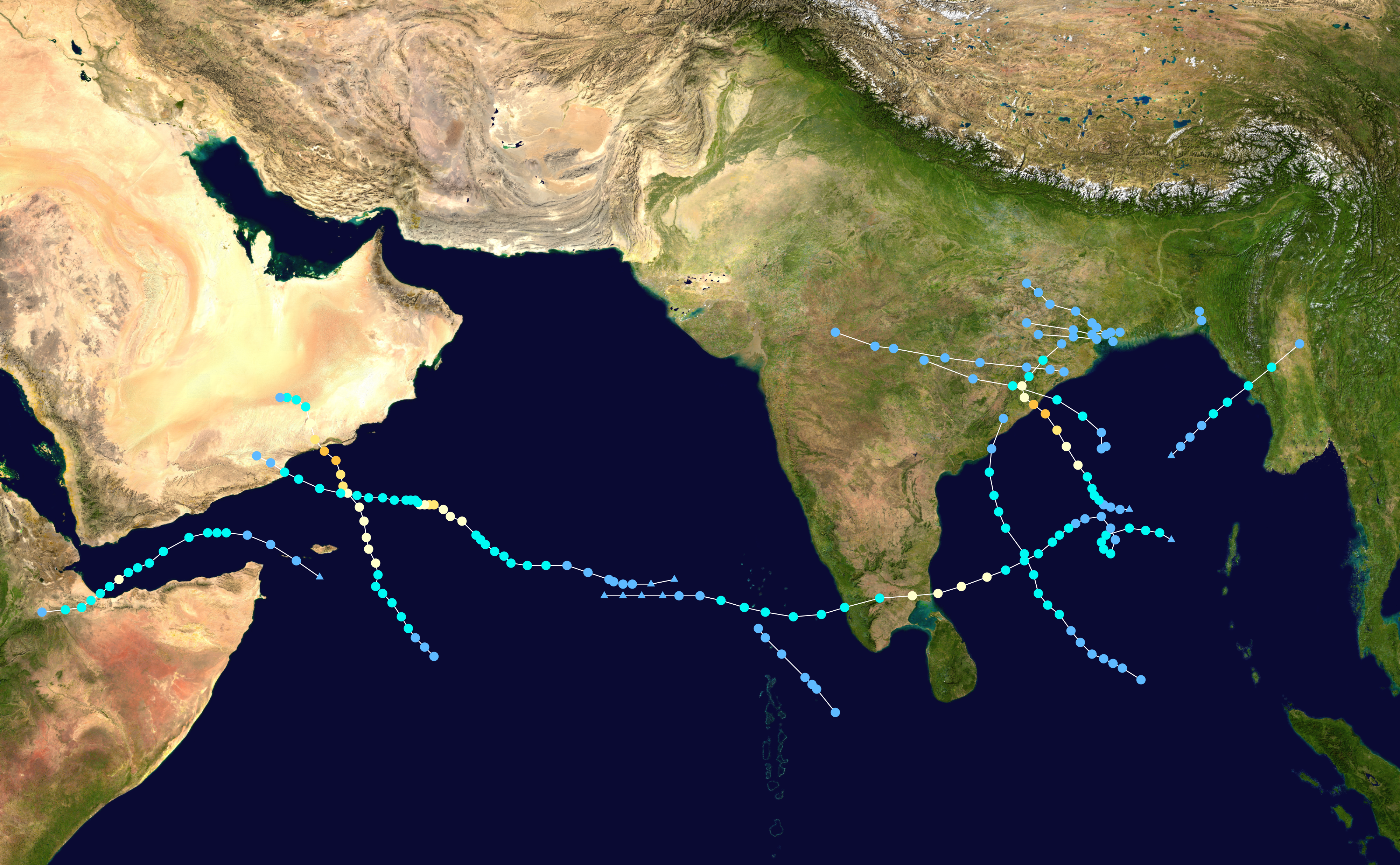
Mapa de resumo da temporada de ciclones do Norte do Oceano Índico 2018

A temporada de ciclones do Norte do Oceano Índico de 2018 foi uma das mais ativas da temporada de ciclones do Norte do Oceano Índico desde 1992, com a formação de quatorze depressões e sete ciclones.
A temporada começou com o ARB 01, que foi formado em 14 de março, tornando-se um dos sistemas mais raros formados em março, já que o desenvolvimento de ciclones tropicais permanece relativamente baixo entre janeiro e março. Causou fortes chuvas nas Maldivas, Lakshadweep e Kerala. Após um intervalo de dois meses, outra baixa se formou perto do Chifre da África, que mais tarde se tornou Sagar. Tornou-se não oficialmente o ciclone mais forte a atingir a costa até ser rompido por Gati em 2020. Isso causou fortes chuvas na Somalilândia e inundações locais foram relatadas na costa do Iêmen. A tempestade fez o landfall mais a oeste ultrapassando o recorde da tempestade tropical um. Um dia após a dissipação de Sagar, outra baixa pressão formou-se na costa de Omã, que mais tarde se organizou no Ciclone Mekunu. Em seguida, atingiu o pico como um ciclone tropical de categoria 3 de acordo com o JTWC e uma tempestade ciclônica extremamente severa de acordo com o IMD. Causou a morte de 30 pessoas e chuvas fortes registradas em Salalah, Omã. Depois disso, uma baixa pressão rapidamente se intensificou em uma depressão profunda e atingiu o pico quando uma tempestade tropical atingiu a costa de Mianmar, causando fortes chuvas. Cinco depressões monções também se formaram entre junho e setembro.
A ciclogênese continuou com o ciclone Daye, que atingiu o estado de Odisha. Fortes chuvas e enchentes, principalmente no distrito de Malkangiri e suas faixas externas, também causaram fortes chuvas em Bengala Ocidental. Seguindo com Daye, Luban e Titli se formaram no mar da Arábia e na Baía de Bengala, respectivamente, causando grandes danos em Omã e Andhra Pradesh. Gaja em 10 de novembro, também se formou e causou grandes danos nas ilhas Tamil Nadu, Andaman e Nicobar. A temporada terminou com o ciclone Phethai causando danos agrícolas em Andra Pradexe e oito mortos.

## Sudoeste do Oceano Índico

### Janeiro – junho
A temporada 2017-18 foi uma temporada abaixo da média, que produziu apenas 8 tempestades tropicais, das quais 6 se tornaram ciclones tropicais.
A temporada começou com a Depressão Tropical 01U, que foi designada pelo BOM, entrou na bacia em 8 de agosto, porém rapidamente se dissipou no exterior. Após um intervalo de três meses, outra baixa se formou na costa de Madagascar em 27 de dezembro, que se intensificou no ciclone tropical Ava. Ele causou fortes ventos de até 190 km/h (120 mph), causou danos extensos Toamasina e forte aguaceiro provocou inundações repentinas Tamatave e Antananarivo. Depois disso, outra baixa se formou na região australiana e entrou na bacia. Foi nomeado Irving pelo Bureau of Meteorology e atingiu o pico como um poderoso ciclone tropical equivalente à Categoria 2. Ele se dissipou na costa de Madagascar. Um dia depois de Ava e Irving, uma baixa pressão formou-se perto de Maurício e intensificou-se explosivamente em um poderoso ciclone tropical equivalente à Categoria 3 chamado Berguitta. Passou perto de Maurício e ventos fortes afetaram a indústria têxtil, então passou por 50 km (31 mi) sudeste de Réuníon e ventos fortes derrubaram linhas de transmissão e árvores e deixaram 72.000 pessoas sem energia. Seguindo com Berguitta, uma depressão tropical se formou a nordeste de Madagascar e causou fortes chuvas, os danos são desconhecidos, mas o MFR deu avisos.
Cinco dias após a dissipação de Berguitta, outra depressão tropical se formou em 25 de janeiro, e atingiu o pico como um ciclone tropical equivalente à Categoria 4 muito poderoso chamado Cebile, no entanto, nenhum aviso dado pelo MFR e JTWC porque foi formado no exterior. Um mês depois de Cebile, uma depressão tropical formou-se perto da costa de Madagascar, que então foi batizada de Dumazile. Ele atingiu o pico como um ciclone tropical equivalente à Categoria 3 e causou danos agrícolas na Ilha da Reunião. Semanas após a dissipação de Dumazile, outra baixa pressão formou-se na costa leste de Madagascar. Causou uma forte chuva que destruiu 260 casas e inundações repentinas causaram mais 630 casas destruídas, seus remanescentes afetaram Reunião. Mês depois, Fakir formou-se a leste de Réuníon e despejou 415 mm (16.3 in) de chuvas que provocaram deslizamentos de terra e tiraram a vida de duas pessoas. A temporada terminou com Flamboyan, que foi o primeiro sistema a ser nomeado por TCWC Jarkata, atingiu o pico como ciclone tropical equivalente de Categoria 1 e se dissipou em 1º de maio sem atingir a costa.

### Julho – dezembro
A temporada de 2018-19 foi a mais cara e ativa já registrada desde o início dos registros confiáveis em 1967. Além disso, é também a temporada de ciclones mais mortal registrada no sudoeste do Oceano Índico, ultrapassando a temporada de 1891-92, na qual o ciclone de 1892 nas Ilhas Maurício devastou a ilha de Maurício.
O primeiro ciclone tropical foi uma tempestade tropical moderada sem nome que se formou a nordeste de Madagascar em 13 de setembro de 2018, dois meses antes do início oficial da temporada. Dois ciclones se formaram no mês de novembro, com o ciclone tropical intenso Alcide se formando em 5 de novembro e a tempestade tropical severa Bouchra entrando na bacia vinda da região australiana em 9 de novembro. Dois ciclones tropicais se formaram no mês de dezembro, Cilida e Kenanga. O intenso ciclone tropical Kenanga atravessou a bacia vindo da região australiana, mantendo seu nome atribuído pelo TCWC Jakarta. Duas tempestades tropicais moderadas se formaram em janeiro, Desmond e Eketsang. Cinco ciclones tropicais mais intensos se formaram durante os meses de fevereiro e março: Funani, Gelena, Haleh, Idai e Joaninha. Além disso, Savannah entrou na bacia vindo da bacia australiana como um intenso ciclone tropical em março. Em 21 de abril de 2019, as duas últimas tempestades da temporada se formaram ao mesmo tempo, Kenneth e Lorna.

## Sistemas

### Janeiro

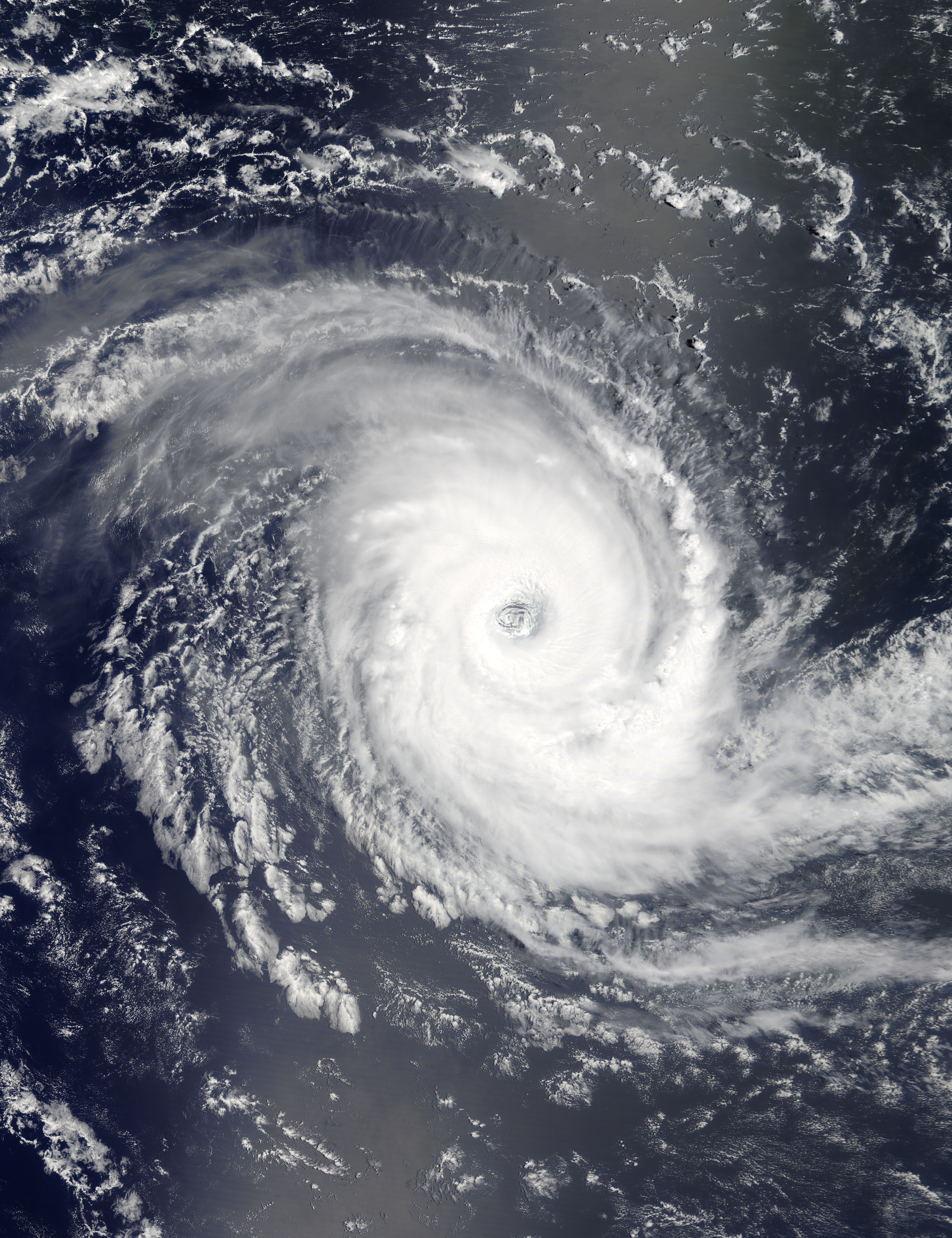
Ciclone cebile

Um total de treze sistemas tropicais de todas as intensidades foram monitorados durante janeiro de 2018, dos quais sete desenvolveram-se posteriormente e foram nomeados pelos vários centros de alerta. Quando o ano começou, uma depressão tropical estava sendo monitorada pela JMA no Pacífico Ocidental, enquanto uma fraca baixa tropical existia na região australiana ao sul de Sumatra. Durante aquele dia, a depressão entrou na área de responsabilidade autodefinida de PAGASA, onde foi atribuído o nome de Agaton. No meio do mês, o ciclone Berguitta passou muito perto de Maurício e Reunião, causando milhões em danos e uma morte. O único sistema a causar danos significativos foi o ciclone tropical Fehi, que causou dezenas de milhões de danos ao trazer graves inundações para a Nova Zelândia no final de janeiro.
| Nome da tempestade | Datas ativas                    | Vento máximo km/h (mph) | Pressão (hPa)    | Áreas afetadas                | Dano ( USD ) | Mortes | Refs   |
| ------------------ | ------------------------------- | ----------------------- | ---------------- | ----------------------------- | ------------ | ------ | ------ |
| 07U                | 1 a 2 de janeiro                | N / D                   | 1006             | Nenhum                        | Nenhum       | Nenhum |        |
| Irving             | 3 a 9 de janeiro                | 150 (90)                | 964              | Nenhum                        | Nenhum       | Nenhum |        |
| Joyce              | 7 a 16 de janeiro               | 85 (50)                 | 978              | Austrália Ocidental           | Nenhum       | Nenhum |        |
| Berguitta          | 9 a 20 de janeiro               | 165 (105)               | 940              | Maurício, Reunião             |              | 1      |        |
| 04                 | 14 a 16 de janeiro              | 55 (35)                 | 999              | Madagascar, Moçambique        | $ 5,1 milhão | 11     |        |
| 10U                | 14 a 19 de janeiro              | Não especificado        | Não especificado | Ilha do Natal                 | Nenhum       | Nenhum |        |
| 11U                | 20 de janeiro a 1º de fevereiro | 75 (45)                 | 985              | Top End, Austrália Ocidental  | Nenhum       | Nenhum |        |
| 12U                | 23 a 24 de janeiro              | Não especificado        | Não especificado | Nenhum                        | Nenhum       | Nenhum |        |
| Cebile             | 25 de janeiro a 4 de fevereiro  | 185 (115)               | 944              | Nenhum                        | Nenhum       | Nenhum |        |
| 05F                | 26 a 27 de janeiro              | Não especificado        | 996              | Nova Caledônia                | Nenhum       | Nenhum |        |
| Fehi               | 28 a 30 de janeiro              | 85 (50)                 | 986              | Nova Caledônia, Nova Zelândia |              | Nenhum | [ 18 ] |

### Fevereiro

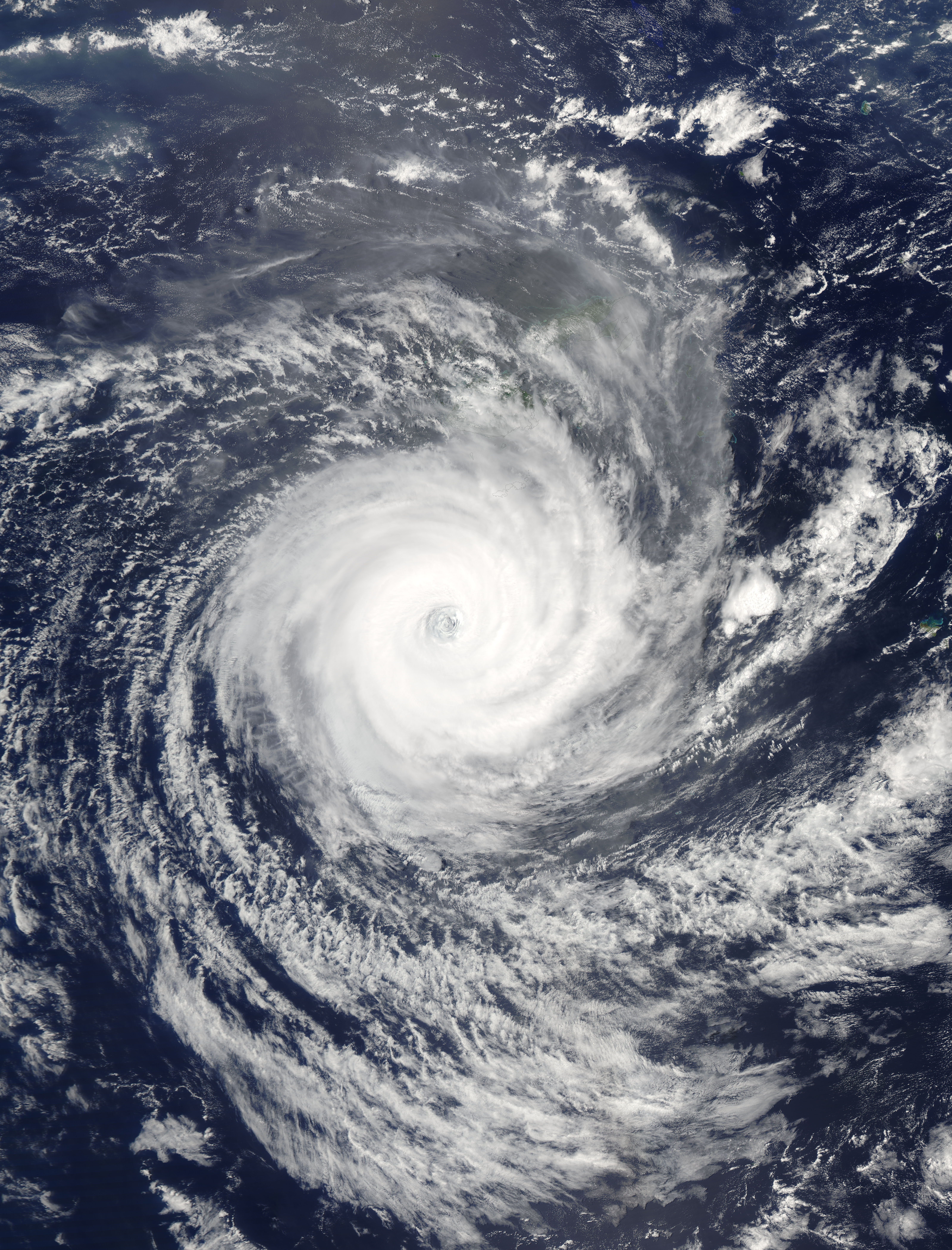
Ciclone Gita

O mês de fevereiro foi inativo, com apenas seis ciclones tropicais se formando. No entanto, o ciclone Gita se tornou o ciclone tropical mais intenso a afetar Tonga desde o início dos registros. Gita também foi um dos piores ciclones tropicais a afetar a nação insular, causando danos agrícolas e estruturais significativos, totalizando centenas de milhões, bem como algumas mortes. A tempestade tropical Sanba foi um sistema que atingiu o continente nas Filipinas, resultando em alguns milhões de danos e mais de uma dúzia de mortes. O ciclone Kelvin era incomum por manter uma estrutura saudável sobre a terra por meio de um processo conhecido como efeito oceano marrom, causando dezenas de milhões de danos.
| Nome da tempestade | Datas ativas         | Vento máximo km/h (mph) | Pressão (hPa)    | Áreas afetadas                                                                                                  | Dano ( USD )  | Mortes | Refs          |
| ------------------ | -------------------- | ----------------------- | ---------------- | --- | ------------- | ------ | ------------- |
| 14U                | 1 de Fevereiro       | Não especificado        | Não especificado | Nenhum | Nenhum        | Nenhum |               |
| Gita               | 3 a 19 de fevereiro  | 205 (125)               | 927              | Vanuatu, Fiji, Wallis e Futuna, Samoa , Samoa Americana, Niue, Tonga, Nova Caledônia, Queensland, Nova Zelândia | $ 250 milhões | 2      | [ 18 ]        |
| 08F                | 3 a 11 de fevereiro  | Não especificado        | 994              | Fiji | Nenhum        | Nenhum |               |
| Sanba (Basyang)    | 8 a 16 de fevereiro  | 65 (40)                 | 1000             | Ilhas Carolinas, Filipinas                                                                                      | $ 3,23 milhão | 15     | [ 19 ]        |
| 15U                | 9 a 12 de fevereiro  | Não especificado        | Não especificado | Nenhum | Nenhum        | Nenhum |               |
| Kelvin             | 11 a 20 de fevereiro | 150 (90)                | 955              | Top End, Austrália Ocidental, Austrália Meridional                                                              | $ 25 milhões  | Nenhum | [ 20 ] [ 18 ] |

### Março

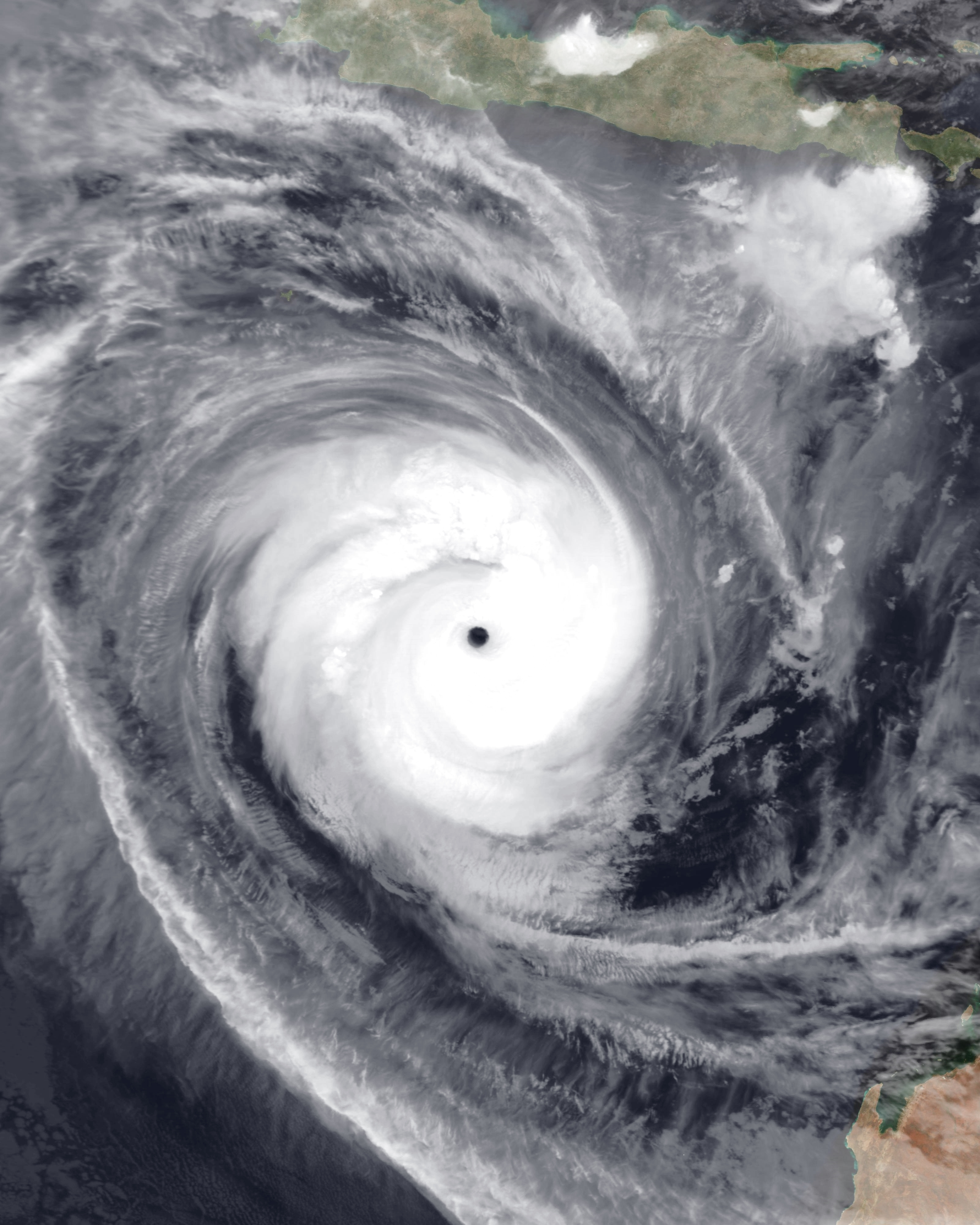
Ciclone Marcus

Março foi um mês ativo com doze sistemas. No início do mês, o Ciclone Hola formou-se perto de Vanuatu causando algumas mortes e posteriormente passou pela Nova Caledônia e Nova Zelândia onde causou pequenos danos. Ao mesmo tempo, a Depressão Tropical 18U atingiu o Território do Norte, causando dezenas de milhões em danos, apesar de ser um sistema fraco. No meio do mês, o ciclone Eliakim atingiu a costa de Madagascar, causando cerca de duas dezenas de mortes e uma quantidade desconhecida de danos. Também se formando no meio do mês, o ciclone Marcus foi um ciclone tropical muito intenso que afetou as ilhas Tanimbar, Top End e Kimberley, causando dezenas de milhões em danos. O ciclone Iris foi um sistema de vida muito longa que se formou vários dias depois, durando quase quatro semanas como um ciclone tropical antes de se dissipar em meados de abril. O ciclone Josie foi um sistema formado no final de março. Afetou o sul de Fiji, causando milhões em danos e várias mortes.
| Nome da tempestade | Datas ativas              | Vento máximo km/h (mph) | Pressão (hPa) | Áreas afetadas                                       | Dano ( USD )   | Mortes | Refs          |
| ------------------ | ------------------------- | ----------------------- | ------------- | ---------------------------------------------------- | -------------- | ------ | ------------- |
| Dumazile           | 1 a 6 de março            | 165 (105)               | 945           | Madagascar, Reunião                                  | Nenhum         | Nenhum |               |
| Olá                | 3 a 11 de março           | 165 (105)               | 952           | Vanuatu, Nova Caledônia, Nova Zelândia               | Desconhecido   | 3      | [ 21 ] [ 22 ] |
| 18U                | 4 a 9 de março            | Não especificado        | 1001          | Território do Norte                                  | $ 40 milhões   | Nenhum | [ 18 ]        |
| Eliakim            | 13 a 20 de março          | 110 (70)                | 980           | Madagáscar                                           | $ 3,21 milhões | 21     | [ 23 ] [ 24 ] |
| Linda              | 13 a 16 de março          | 75 (45)                 | 993           | Ilhas Salomão, Nova Caledônia, sudeste de Queensland | Nenhum         | Nenhum |               |
| ARB 01             | 13 a 15 de março          | 45 (30) 3               | 1006          | Sul da Índia, Maldivas                               | Nenhum         | Nenhum |               |
| Marcus             | 14 a 24 de março          | 250 (155)               | 905           | Ilhas Tanimbar, Top End, Kimberley                   | $ 75 milhões   | Nenhum | [ 18 ]        |
| Nora               | 20 a 26 de março          | 155 (100)               | 958           | Península de Cape York, Nova Guiné, Top End          | Nenhum         | Nenhum |               |
| Íris               | 20 de março a 9 de abril  | 100 (65)                | 987           | Nenhum                                               | Nenhum         | Nenhum |               |
| 23U                | 23 a 25 de março          | Não especificado        | 1004          | Nenhum                                               | Nenhum         | Nenhum |               |
| Jelawat (Caloy)    | 24 de março a 1º de abril | 195 (120)               | 915           | Ilhas Carolinas                                      | Nenhum         | Nenhum |               |
| Josie              | 29 de março a 2 de abril  | 75 (45)                 | 993           | Vanuatu, Fiji, Tonga                                 | $ 10 milhões   | 6      | [ 18 ]        |

### Abril

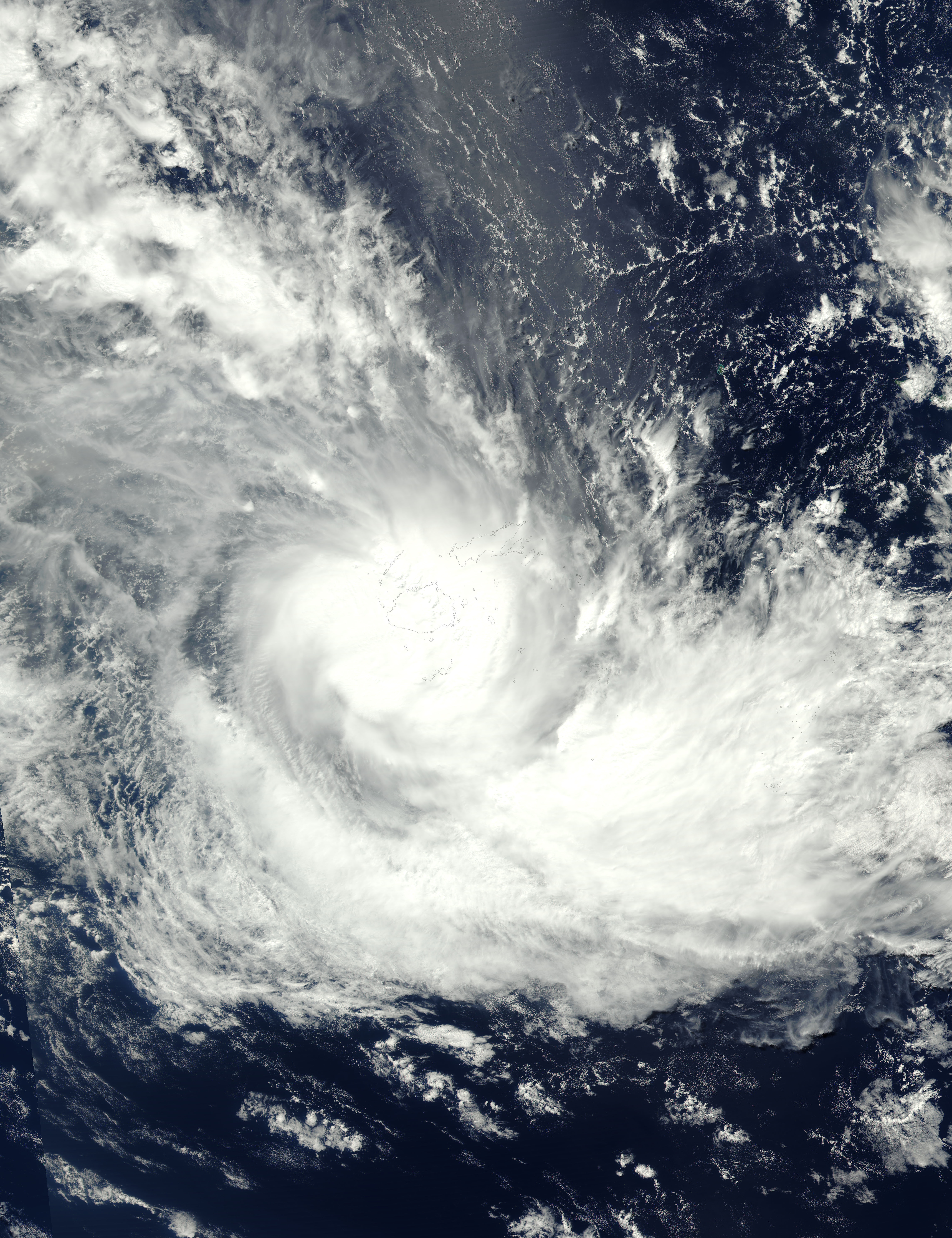
Ciclone Keni

Abril foi um mês inativo com apenas quatro sistemas em formação. O ciclone tropical Keni atingiu a costa de Fiji, causando milhões em danos. No final do mês, o ciclone tropical Fakir passou pela Reunião, causando milhões em danos e um pequeno número de mortes.

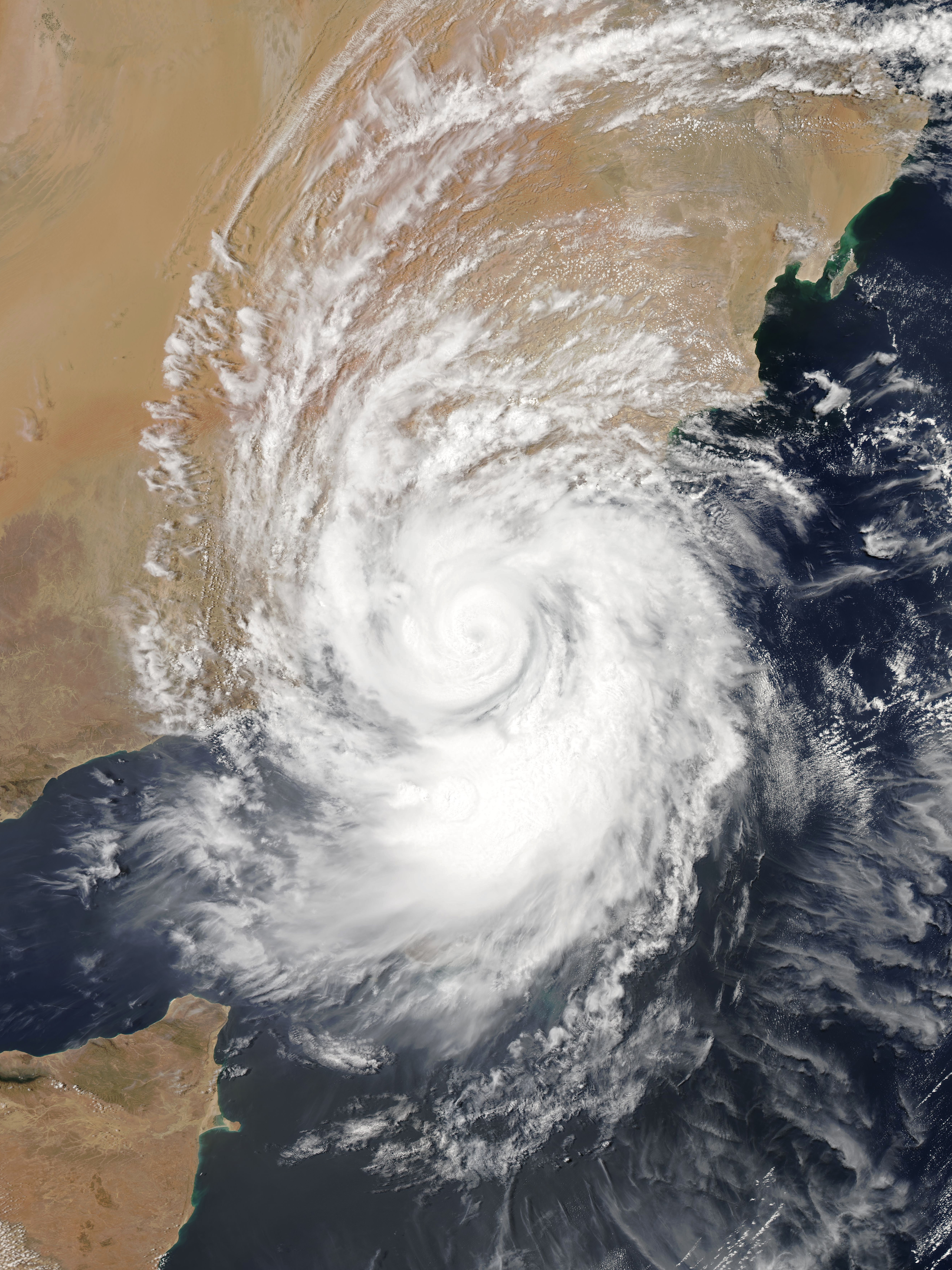
Ciclone Mekunu

| Nome da tempestade | Datas ativas             | Vento máximo km/h (mph) | Pressão (hPa) | Áreas afetadas                | Dano ( USD )   | Mortes | Refs          |
| ------------------ | ------------------------ | ----------------------- | ------------- | ----------------------------- | -------------- | ------ | ------------- |
| Keni               | 5 a 11 de abril          | 140 (85)                | 970           | Vanuatu, Fiji, Tonga          | $ 50 milhões   | Nenhum | [ 18 ]        |
| 14F                | 17 a 20 de abril         | Não especificado        | 1000          | Rotuma                        | Nenhum         | Nenhum |               |
| Faquir             | 20 a 24 de abril         | 130 (80)                | 975           | Madagascar, Reunião, Maurício | $ 24,5 milhões | 2      | [ 25 ] [ 18 ] |
| Flamboyan          | 26 de abril a 1º de maio | 110 (70)                | 983           | Nenhum                        | Nenhum         | Nenhum |               |

### Maio
Maio foi um mês relativamente inativo, com apenas sete sistemas em formação. No meio do mês, o ciclone Sagar afetou o Iêmen, Somália, Djibouti, Etiópia, causando dezenas de milhões em danos e várias dezenas de mortes. Vários dias depois, o ciclone Mekunu afetou o Iêmen, Omã e a Arábia Saudita, causando centenas de milhões em danos e quase algumas dezenas de mortes. Ao mesmo tempo, a tempestade tropical Alberto causou mais de cem milhões em danos e uma dúzia de fatalidades em todo o noroeste do Caribe e leste dos Estados Unidos. No final do mês, BOB 01 causou algumas mortes em Mianmar.
| Nome da tempestade | Datas ativas    | Vento máximo km/h (mph) | Pressão (hPa) | Áreas afetadas | Dano ( USD )     | Mortes | Refs                 |
| ------------------ | --------------- | ----------------------- | ------------- | --- | ---------------- | ------ | -------------------- |
| Lexi               | 4 a 9 de maio   | 75 (45) 4               | 988           | Ilha Alejandro Selkirk, Ilhas Juan Fernández, Chile                                                                                             | Nenhum           | Nenhum |                      |
| 04W                | 10 a 15 de maio | Não especificado        | 1008          | Nenhum | Nenhum           | Nenhum |                      |
| One-E              | 10 a 11 de maio | 55 (35) 4               | 1007          | Nenhum | Nenhum           | Nenhum |                      |
| Sagar              | 16 a 20 de maio | 85 (50) 3               | 994           | Iêmen, Chifre da África | $ 30 milhões     | 79     | [ 26 ] [ 27 ] [ 28 ] |
| Mekunu             | 21 a 27 de maio | 175 (110) 3             | 960           | Iêmen, Omã, Arábia Saudita | $ 1,5 mil milhão | 31     | [ 29 ] [ 30 ] [ 31 ] |
| Alberto            | 25 a 31 de maio | 100 (65) 4              | 990           | Península de Yucatán, Ilhas Cayman, Cuba, Costa do Golfo dos Estados Unidos, Sudeste dos Estados Unidos, Meio-oeste dos Estados Unidos, Ontário | $ 125 milhões    | 18     | [ 32 ]               |
| BOB 01             | 29 a 30 de maio | 55 (35) 3               | 990           | Myanmar | Nenhum           | 5      | [ 33 ]               |

### Junho

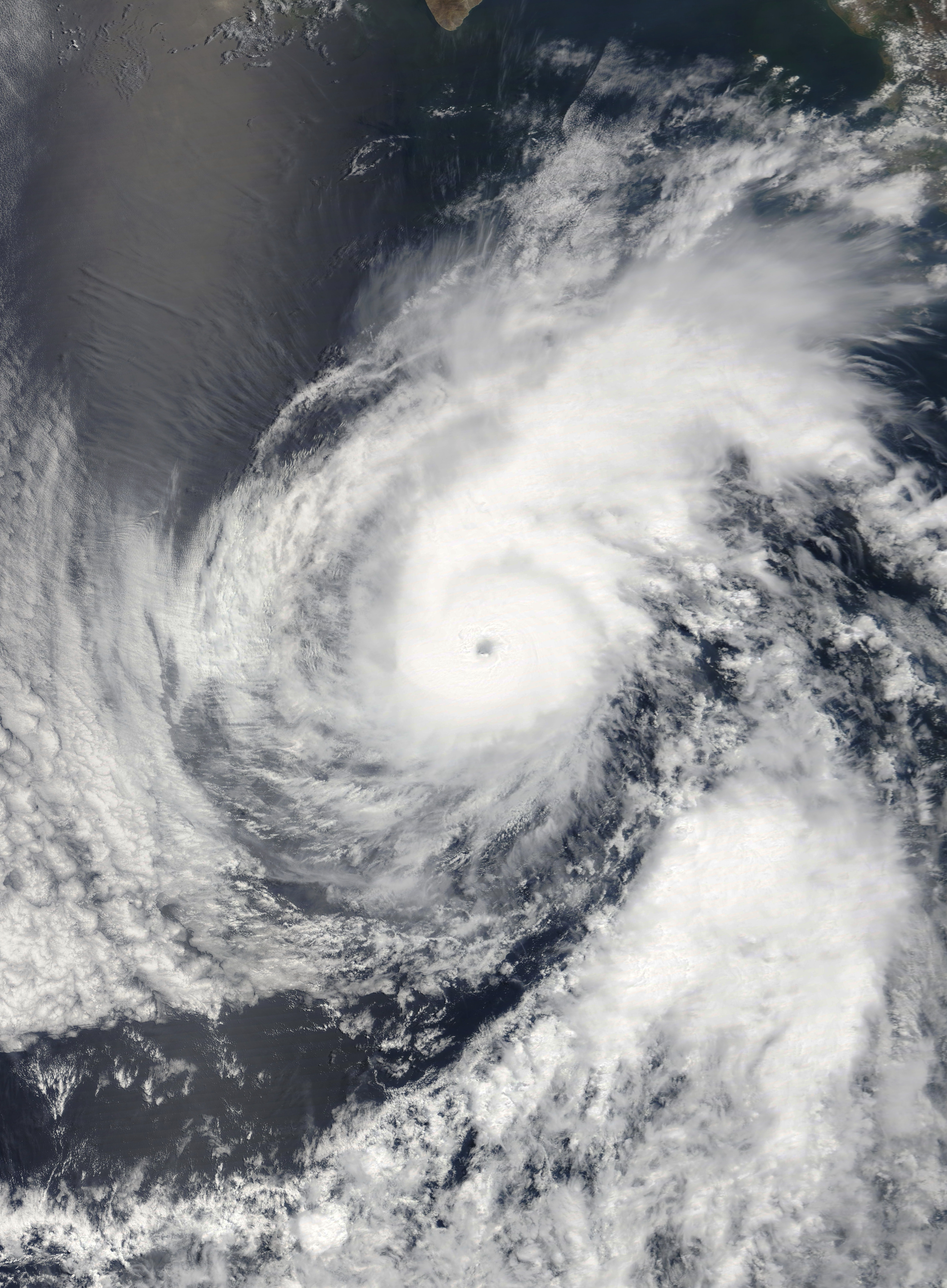
Furacão Aletta

Junho foi um mês ativo com quatorze sistemas formados. No início de junho, a tempestade tropical Ewiniar atingiu o sul da China e o Vietnã, causando centenas de milhões em danos e mais de uma dúzia de mortes. Ao mesmo tempo, a tempestade tropical severa Maliksi matou algumas pessoas nas Filipinas, apesar de nunca ter chegado ao continente. No meio do mês, a tempestade tropical Gaemi atingiu Taiwan, causando algumas mortes. No final do mês, Prapiroon afetou o Japão e a Península Coreana, matando algumas pessoas e causando mais de dez milhões em danos.
| Nome da tempestade  | Datas ativas              | Vento máximo km/h (mph) | Pressão (hPa) | Áreas afetadas                                                    | Dano ( USD ) | Mortes | Refs          |
| ------------------- | ------------------------- | ----------------------- | ------------- | ----------------------------------------------------------------- | ------------ | ------ | ------------- |
| Ewiniar             | 2 a 9 de junho            | 75 (45)                 | 998           | Vietnã, Filipinas, Sul da China, Taiwan, Ilhas Ryukyu             |              | 13     | [ 31 ] [ 34 ] |
| Maliksi (Domeng)    | 3 a 11 de junho           | 110 (70)                | 970           | Ilhas Ryukyu, Filipinas, Honshu                                   | Nenhum       | 2      | [ 35 ]        |
| TD                  | 4 a 5 de junho            | Não especificado        | 1006          | Nenhum                                                            | Nenhum       | Nenhum |               |
| Aletta              | 6 a 11 de junho           | 220 (140) 4             | 943           | Nenhum                                                            | Nenhum       | Nenhum |               |
| Bud                 | 9 a 15 de junho           | 220 (140) 4             | 943           | Oeste do México, Baja California Sur, sudoeste dos Estados Unidos | Mínimo       | Nenhum |               |
| BOB 02              | 10 a 11 de junho          | 45 (30) 3               | 989           | Bangladesh                                                        | Nenhum       | Nenhum |               |
| 07W                 | 13 a 15 de junho          | 65 (40)                 | 996           | Taiwan, Ilhas Ryukyu                                              | Nenhum       | Nenhum |               |
| Gaemi (Ester)       | 13 a 16 de junho          | 85 (50)                 | 990           | Taiwan, Ilhas Ryukyu                                              | Nenhum       | 3      | [ 36 ]        |
| Carlotta            | 14 a 18 de junho          | 100 (65) 4              | 997           | Sudoeste do México                                                | Desconhecido | Nenhum |               |
| TD                  | 17 a 18 de junho          | Não especificado        | 1000          | Sul da China                                                      | Nenhum       | Nenhum |               |
| Daniel              | 24 a 26 de junho          | 75 (45) 4               | 1004          | Nenhum                                                            | Nenhum       | Nenhum |               |
| Emilia              | 27 de junho a 1º de julho | 95 (60) 4               | 997           | Nenhum                                                            | Nenhum       | Nenhum |               |
| Prapiroon (Florita) | 28 de junho a 4 de julho  | 120 (75)                | 960           | Japão, Península Coreana                                          | $ 10 milhões | 4      | [ 37 ] [ 38 ] |
| Fabio               | 30 de junho a 6 de julho  | 175 (110) 4             | 964           | Nenhum                                                            | Nenhum       | Nenhum |               |

### Julho
Julho foi um mês ativo com quatorze sistemas formados. No meio do mês, o tufão Maria causou algumas centenas de milhões em danos e algumas mortes no leste da China. Na mesma época, o furacão Chris matou uma pessoa na costa da Carolina do Norte. No final do mês, a tempestade tropical Son-Tinh afetou as Filipinas, China do Sul, Vietnã, Laos, Tailândia e Myanmar, causando mais de US$ 235 milhões em danos e várias dezenas de mortes.
| Nome da tempestade | Tempo ativo                | Vento máximo km/h (mph) | Pressão (hPa) | Áreas afetadas                                                                                                | Dano (USD)    | Mortes  | Ref.          |
| ------------------ | -------------------------- | ----------------------- | ------------- | --- | ------------- | ------- | ------------- |
| Maria (Gardo)      | 3–12 de julho              | 195 (120)               | 915           | Ilhas Marianas, Ilhas Ryūkyū, Taiwan, China Oriental                                                          | $623 milhões  | 1       | [ 39 ] [ 37 ] |
| Beryl              | 5–16 de julho              | 130 (80)4               | 991           | Pequenas Antilhas, Ilha de São Domingos, Porto Rico, Cuba, Bahamas, Bermudas, Províncias atlânticas do Canadá | Mínimo        | Nenhuma |               |
| Chris              | 6–12 de julho              | 165 (105)4              | 969           | Bermudas, Costa Leste dos Estados Unidos, Províncias atlânticas do Canadá, Islândia                           | Mínimo        | 1       | [ 40 ]        |
| Son-Tinh (Henry)   | 16–24 de julho             | 75 (45)                 | 994           | Filipinas, China meridional, Vietnã, Laos, Tailândia, Myanmar                                                 | $256 milhões  | 170     | [ 37 ]        |
| TD                 | 16–17 de julho             | Não especificado        | 998           | China meridional, Vietnã, Laos                                                                                | $14,9 milhões | Nenhuma | [ 41 ]        |
| Ampil (Inday)      | 17–24 de julho             | 95 (60)                 | 985           | Ilhas Ryūkyū, China, Extremo Oriente Russo                                                                    | $241 milhões  | 1       | [ 42 ]        |
| 13W (Josie)        | 20–23 de julho             | 55 (35)                 | 996           | Filipinas, Taiwan, Ilhas Ryūkyū, China Oriental                                                               | $87,4 milhões | 16      | [ 43 ]        |
| BOB 03             | 21–23 de julho             | 45 (30)3                | 989           | Índia Oriental, Índia do Norte                                                                                | Desconhecido  | 69      |               |
| Wukong             | 22–26 de julho             | 95 (60)                 | 990           | Nenhuma | Nenhum        | Nenhuma |               |
| Jongdari           | 23 de julho – 4 de agosto  | 140 (85)                | 960           | Japão, China Oriental                                                                                         | $1,48 bilhão  | Nenhuma | [ 44 ] [ 45 ] |
| Gilma              | 26–29 de julho             | 75 (45)4                | 1005          | Nenhuma | Nenhum        | Nenhuma |               |
| Nine-E             | 26–27 de julho             | 55 (35)4                | 1007          | Nenhuma | Nenhum        | Nenhuma |               |
| 16W                | 31 de julho – 1 de agosto  | 55 (35)                 | 1002          | Nenhuma | Nenhum        | Nenhuma |               |
| Hector             | 31 de julho – 16 de agosto | 250 (155)4              | 936           | Havaí, Atol Johnston                                                                                          | Mínimo        | Nenhuma |               |

### Agosto
Agosto foi um mês ativo com 21 sistemas formados. O furacão Florence atingiu a Carolina do Norte com enchentes mortais, resultando em US$ 24,23 mil milhões em danos e matando 53 pessoas, tornando-se um dos furacões mais caros para atingir a Carolina do Norte, e o quarto mais mortal de atacar. Florence também foi a primeira tempestade na virada de atividade. No mesmo mês, o furacão Lane fez uma passagem extremamente próxima perto do Havaí após atingir o pico como um furacão de categoria 5, tornando-se o ciclone tropical mais úmido já registrado e o segundo ciclone tropical mais úmido da história dos Estados Unidos, atrás apenas do furacão Harvey.
| Nome da tempestade | Data ativo                    | Vento máximo km/h (mph) | Pressão (hPa) | Áreas afetadas | Prejuízos (USD) | Mortos | Refs                        |
| ------------------ | ----------------------------- | ----------------------- | ------------- | --- | --------------- | ------ | --------------------------- |
| Shanshan           | 2–10 de agosto                | 130 (80)                | 970           | Ilhas Marianas, Japão                                                                                                 | $132 mil        | Nenhum |                             |
| Ileana             | 4–7 de agosto                 | 100 (65)4               | 998           | Oeste do México, Baja California Sur                                                                                  | Desconhecido    | 8      | [ 48 ]                      |
| John               | 5–10 de agosto                | 175 (110)4              | 964           | Oeste do México, Baja California Sur, Sul da Califórnia                                                               | Nenhum          | Nenhum |                             |
| Yagi (Karding)     | 6–15 de agosto                | 75 (45)                 | 990           | Filipinas, Taiwan, Ilhas Ryukyu, China                                                                                | $386 milhões    | 8      | [ 49 ] [ 50 ]               |
| Kristy             | 7–12 de agosto                | 110 (70)4               | 991           | Nenhum | Nenhum          | Nenhum |                             |
| BOB 04             | 7–8 de agosto                 | 45 (30)3                | 992           | Índia Oriental | Nenhum          | Nenhum |                             |
| Debby              | 7–9 de agosto                 | 85 (50)4                | 998           | Nenhum | Nenhum          | Nenhum |                             |
| Bebinca            | 9–17 de agosto                | 85 (50)                 | 985           | China meridional, Laos, Vietname, Tailândia, Myanmar                                                                  | $367 milhões    | 19     | [ 51 ] [ 52 ]               |
| Leepi              | 10–15 de agosto               | 95 (60)                 | 994           | Japão, Coreia do Sul                                                                                                  | Nenhum          | Nenhum |                             |
| Rumbia             | 14–19 de agosto               | 85 (50)                 | 985           | Ilhas Ryukyu, China, Península da Coreia, Extremo Oriente Russo                                                       | $5,36 bilhões   | 53     | [ 53 ] [ 54 ]               |
| Soulik             | 15–24 de agosto               | 155 (100)               | 950           | Ilhas Carolinas, Ilhas Marianas, Noroeste da China, Japão, Península da Coreia, Extremo Oriente Russo, Alasca         | $84,5 milhões   | 86     | [ 55 ]                      |
| Lane               | 15–29 de agosto               | 260 (160)4              | 926           | Havaí | $250 milhões    | 1      | [ 45 ] [ 56 ]               |
| BOB 05             | 15–17 de agosto               | 45 (30)3                | 994           | Índia | Desconhecido    | Nenhum |                             |
| Ernesto            | 15–18 de agosto               | 75 (45)4                | 1003          | Irlanda, Reino Unido                                                                                                  | Nenhum          |        |                             |
| Cimaron            | 16–24 de agosto               | 155 (100)               | 950           | Ilhas Marshall, Ilhas Marianas, Japão, Ilhas Aleutas                                                                  | $30,6 milhões   | Nenhum |                             |
| 24W (Luis)         | 22–26 de agosto               | 55 (35)                 | 994           | Taiwan, China Oriental                                                                                                | $34 milhões     | 7      | [ 57 ] [ 45 ]               |
| TD                 | 24–26 de agosto               | Não especificado        | 1000          | Ilhas Ryukyu, China Oriental                                                                                          | Nenhum          | Nenhum |                             |
| Miriam             | 26 de agosto – 2 de setembro  | 155 (100)4              | 974           | Nenhum | Nenhum          | Nenhum |                             |
| Jebi (Maymay)      | 26 de agosto – 4 de setembro  | 195 (120)               | 915           | Ilhas Marianas, Taiwan, Japão, Extremo Oriente Russo, Ártico                                                          | $3,29 bilhões   | 17     | [ 58 ] [ 59 ] [ 60 ] [ 61 ] |
| Norman             | 28 de agosto – 10 de setembro | 240 (150)4              | 937           | Havaí | Nenhum          | Nenhum |                             |
| Florence           | 31 de agosto – 17 de setembro | 240 (150)4              | 937           | África Ocidental, Cabo Verde, Bermudas, Sudoeste dos Estados Unidos, Médio Atlântico, Províncias atlânticas do Canadá | >$24,23 bilhões | 57     |                             |

### Setembro

Tufão Kong-rey

Setembro foi o mês mais ativo do ano em 23 ciclones tropicais, incluindo o furacão Walaka, o segundo mais intenso no Pacífico Central já registrado e o tufão Mangkhut como o terceiro mais intenso no mundo todo do ano. O tufão Kong-rey e o furacão Walaka foram ambos ciclones tropicais de categoria 5 na escala Saffir-Simpson simultaneamente no hemisfério norte, marcando a primeira vez desde 2005 que essa rara ocorrência aconteceu. No Atlântico, uma virada na atividade também foi observada, com a temporada de furacões no oceano Atlântico de 2018 sendo a segunda temporada consecutiva com três furacões ativos ao mesmo tempo em 13 de setembro.
| Nome da tempestade               | Data ativo                 | Vento máximo km/h (mph) | Pressão (hPa) | Áreas afetadas                                                                                           | Prejuízos (USD) | Mortes  | Ref.          |
| -------------------------------- | -------------------------- | ----------------------- | ------------- | --- | --------------- | ------- | ------------- |
| Olivia                           | 1 de setembro–13           | 215 (130)4              | 951           | Havaí | $25 milhões     | Nenhum  |               |
| Gordon                           | 3 de setembro–6            | 110 (70)4               | 996           | Grandes Antilhas, Bahamas, Flórida, Costa do Golfo dos Estados Unidos, Leste dos Estados Unidos, Ontário | $200 milhões    | 3       | [ 62 ] [ 63 ] |
| TD                               | 5 de setembro–8            | 55 (35)                 | 1000          | Ilhas Ryukyu                                                                                             | Nenhum          | Nenhuma |               |
| Depressão profunda BOB 06 (2018) | 6 de setembro–7            | 55 (35)3                | 990           | Índia Oriental                                                                                           | Desconhecido    | Nenhuma |               |
| Mangkhut (Ompong)                | 7 de setembro–17           | 205 (125)               | 905           | Ilhas Marshall, Ilhas Marianas, Filipinas, Taiwan, Hong Kong, Macau, China meridional, Vietname          | $3,74 bilhões   | 134     |               |
| Helene                           | 7 de setembro–16           | 175 (110)4              | 967           | África Ocidental, Cabo Verde, Açores, Irlanda, Reino Unido, Noruega                                      | Desconhecido    | 3       | [ 64 ]        |
| Isaac                            | 7 de setembro–15           | 120 (75)4               | 995           | África Ocidental, Pequenas Antilhas, Haiti, Jamaica, Ilhas Cayman, Cuba                                  | Menor           | Nenhuma |               |
| Barijat (Neneng)                 | 8 de setembro–13           | 75 (45)                 | 998           | Filipinas, Taiwan, China meridional, Vietname                                                            | $7,3 milhões    | Nenhuma |               |
| Paul                             | 8 de setembro–11           | 75 (45)4                | 1002          | Nenhuma                                                                                                  | Nenhum          | Nenhuma |               |
| Joyce                            | 12 de setembro–19          | 85 (50)4                | 995           | Nenhuma                                                                                                  | Nenhum          | Nenhuma |               |
| 01                               | 13 de setembro–17          | 75 (45)                 | 1004          | Nenhuma                                                                                                  | Nenhum          | Nenhuma |               |
| Dezenove-E                       | 19 de setembro–20          | 55 (35)4                | 1002          | Baja California Sur, Noroeste México, Sudoeste dos Estados Unidos, Texas, Oklahoma, Arkansas             | >$296 milhões   | 14      |               |
| Daye                             | 19 de setembro–22          | 65 (40)3                | 992           | Andhra Pradesh, Índia Oriental, Índia Central, Norte da Índia                                            | Menor           | Nenhuma |               |
| Zorbas                           | 27 de setembro - outubro 1 | 60 (37)                 | 1010          | Tunísia, Itália                                                                                          | Desconhecido    | 6       |               |
| Trami (Paeng)                    | 20 de setembro–October 1   | 195 (120)               | 915           | Ilhas Marianas, Taiwan, Japão, Extremo Oriente Russo, Alasca                                             | $1 bilhão       | 4       |               |
| TD                               | 21 de setembro–22          | Não especificado        | 1006          | Nenhuma                                                                                                  | Nenhum          | Nenhuma |               |
| Onze                             | 21 de setembro–22          | 55 (35)4                | 1007          | Nenhuma                                                                                                  | Nenhum          | Nenhuma |               |
| Kirk                             | 22 de setembro–29          | 100 (65)4               | 998           | Pequenas Antilhas                                                                                        | $444.000        | 2       |               |
| Leslie                           | 23 de setembro–Outubro 13  | 150 (90)4               | 968           | Açores, Bermudas, Costa Leste dos Estados Unidos, Madeira, Península Ibérica, França                     | >$500 milhões   | 17      |               |
| Rosa                             | 25 de setembro–October 2   | 240 (150)4              | 936           | Península da Baixa Califórnia, Noroeste do México, Sudoeste dos Estados Unidos                           | $50,5 milhões   | 3       |               |
| 29W                              | 25 de setembro–27          | 55 (35)                 | 1008          | Nenhuma                                                                                                  | Nenhum          | Nenhuma |               |
| Liua                             | 26 de setembro–29          | 75 (45)                 | 994           | Ilhas Salomão, Papua-Nova Guiné                                                                          | Nenhum          | Nenhuma |               |
| Zorbas                           | 27 de setembro–Outubro 1   | 120 (75)                | 987           | Tunísia, Líbia, Grécia, Itália, Turquia                                                                  | Desconhecido    | 6       |               |
| Kong-rey (Queenie)               | 28 de setembro–Outubro 6   | 215 (130)               | 900           | Ilhas Carolinas, Ilhas Marianas, Japão, Taiwan, Coreia do Sul                                            | $172 milhões    | 3       |               |
| Sergio                           | 29 de setembro–October 13  | 220 (140)4              | 943           | Noroeste do México, Sudoeste dos Estados Unidos                                                          | $352,1 milhões  | 2       |               |
| Walaka                           | 29 de setembro–Outubro 6   | 260 (160)4              | 920           | Atol Johnston, Noroeste das Ilhas do Havai, Alasca, Columbia Britânica                                   | Menor           | Nenhuma |               |

### Outubro

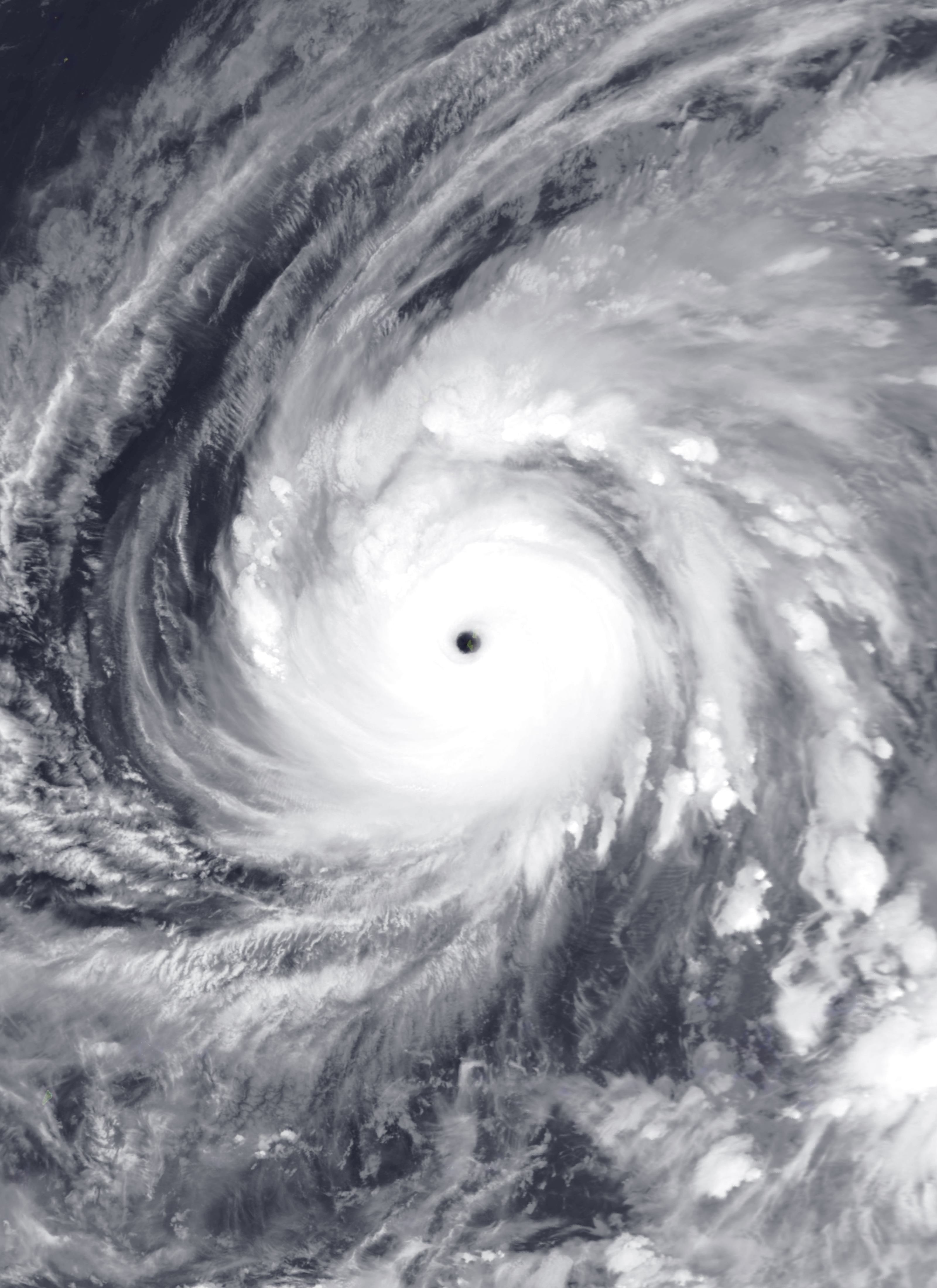
Tufão Yutu

Outubro foi um mês ativo do ano, mas menos do que os meses anteriores com 11 ciclones tropicais. O tufão Yutu se tornou o ciclone tropical mais forte em 2018, em comparação com o tufão Kong-rey. O furacão Michael causou US $ 25,1 mil milhões em danos após atingir o Panhandle da Flórida, tornando-se o terceiro furacão mais intenso a atingir o continente dos Estados Unidos em termos de pressão mínima. As tempestades ciclônicas Luban e Titli causaram danos extensos em todos os países do Iêmen e da Índia, tornando-se também o primeiro par de ciclones tropicais já registrado ativo tanto no Mar da Arábia quanto na Baía de Bengala simultaneamente. O furacão Willa também se tornou a categoria 5 mais próxima do México desde Patricia.
| Nome da tempestade | Datas ativas                  | Vento máximo km/h (mph) | Pressão (hPa) | Áreas afetadas | Dano (USD)    | Mortes  | Ref.          |
| ------------------ | ----------------------------- | ----------------------- | ------------- | --- | ------------- | ------- | ------------- |
| Luban              | 6 a 15 de outubro             | 140 (85) 3              | 976           | Iémen, Omã | $1 bilhão     | 14      |               |
| Michael            | 7 a 11 de outubro             | 260 (160) 4             | 919           | América Central, Península de Iucatã, Ilhas Cayman, Cuba, Sudeste dos Estados Unidos, Costa Leste dos Estados Unidos, Canadá Atlântico, Península Ibérica | $25,1 bilhões | 74      |               |
| Titli              | 8 a 12 de outubro             | 150 (90) 3              | 970           | Andhra Pradesh, Índia Oriental | $920 milhões  | 85      |               |
| Nadine             | 9 a 13 de outubro             | 100 (65) 4              | 995           | Nenhuma | Nenhum        | Nenhuma |               |
| Tara               | 14 a 17 de outubro            | 100 (65) 4              | 995           | Sudoeste do México | Desconhecido  | Nenhuma | [ 65 ]        |
| Vicente            | 19 a 23 de outubro            | 85 (50) 4               | 1002          | Honduras, El Salvador, Guatemala, sudoeste do México | $7,05 milhões | 16      | [ 66 ]        |
| TD                 | 19 a 20 de outubro            | Não especificado        | 1008          | Vietnã, Camboja, Tailândia, Myanmar | Nenhum        | Nenhuma |               |
| Willa              | 20 a 24 de outubro            | 260 (160) 4             | 925           | América Central, sudoeste do México, Texas | $537 milhões  | 6       | [ 67 ] [ 68 ] |
| TD                 | 20 de outubro                 | Não especificado        | 1008          | Nenhuma | Nenhum        | Nenhuma |               |
| Yutu (Rosita)      | 21 de outubro a 2 de novembro | 215 (130)               | 900           | Ilhas Carolinas, Ilhas Marianas, Filipinas, China do Sul, Taiwan                                                                                          | $198 milhões  | 30      |               |
| Oscar              | 27 a 31 de outubro            | 175 (110) 4             | 966           | Nenhuma | Nenhum        | Nenhuma |               |

### Novembro

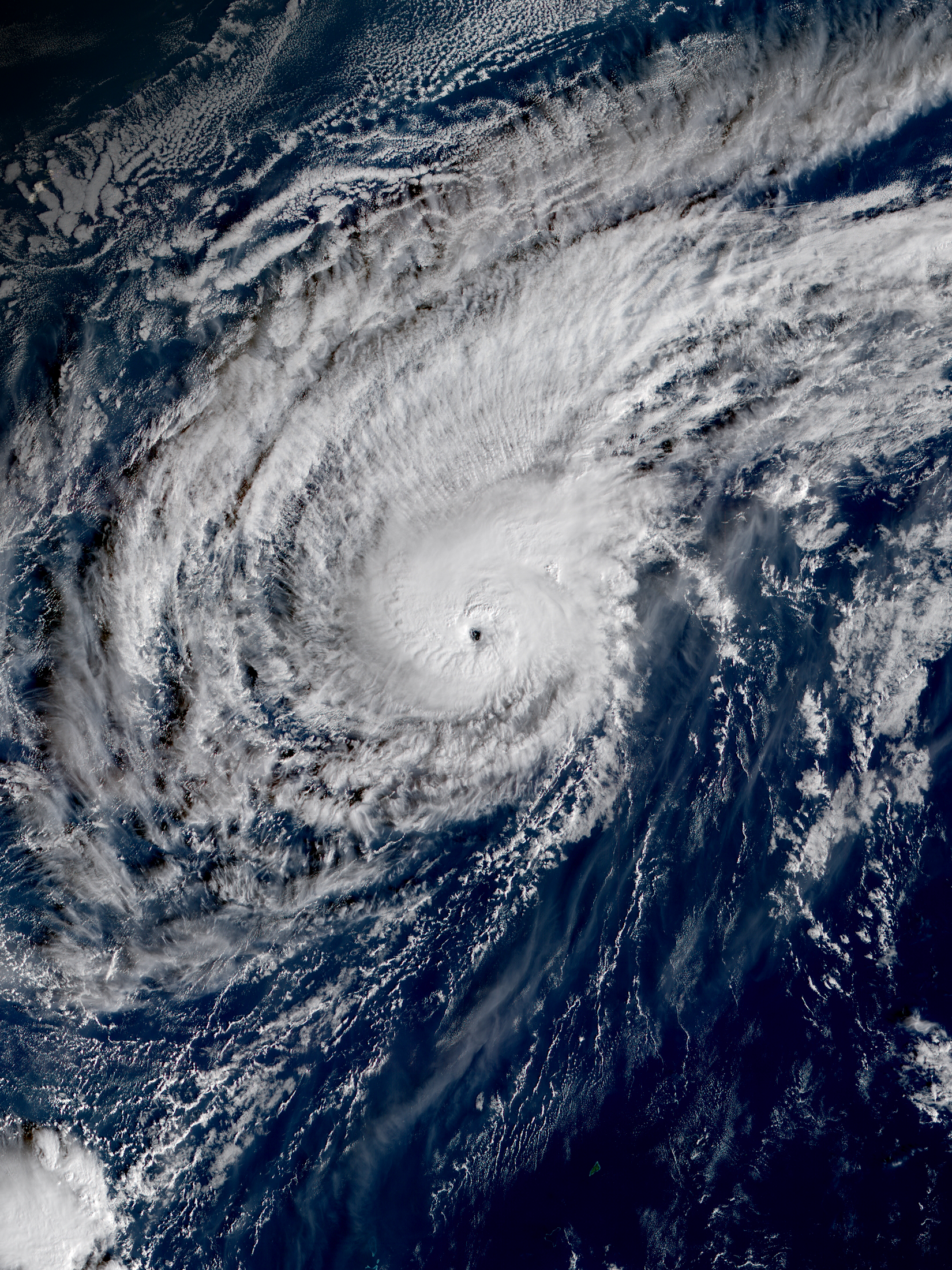
Tufão Man-yi

Novembro apresentou 10 ciclones tropicais. O ciclone Gaja atingiu a costa do sul da Índia, resultando em cerca de 60 vítimas fatais.
| Nome da tempestade | Datas ativas                    | Vento máximo km/h (mph) | Pressão (hPa) | Áreas afetadas                                                   | Dano ( USD )   | Mortes | Refs |
| ------------------ | ------------------------------- | ----------------------- | ------------- | ---------------------------------------------------------------- | -------------- | ------ | ---- |
| Xavier             | 2 a 5 de novembro               | 100 (65) 4              | 995           | Sudoeste do México                                               | Nenhum         | Nenhum |      |
| Alcide             | 5 a 11 de novembro              | 165 (105)               | 965           | Agalega, Madagáscar, Tanzânia                                    | Nenhum         | Nenhum |      |
| TD                 | 9 de novembro                   | <55 (35)                | 1002          | Nenhum                                                           | Nenhum         | Nenhum |      |
| Bouchra            | 9 a 19 de novembro              | 95 (60)                 | 990           | Nenhum                                                           | Nenhum         | Nenhum |      |
| Gaja               | 10 a 19 de novembro             | 110 (70) 3              | 992           | Ilhas Andamão, sul da Índia, Sri Lanka                           | $ 775 milhões  | 52     |      |
| 02F                | 11 a 16 de novembro             | Não especificado        | 1003          | Ilhas Salomão                                                    | Nenhum         | Nenhum |      |
| TL                 | 14 a 18 de novembro             | Não especificado        | 1004          | Java, Ilha Christmas                                             | Nenhum         | Nenhum |      |
| Usagi (Samuel)     | 14 a 26 de novembro             | 110 (70)                | 990           | Ilhas Carolinas, Filipinas, Vietnã, Camboja, Laos                | $ 16 milhões   | 4      |      |
| Toraji             | 16 a 22 de novembro             | 65 (40)                 | 1004          | Vietnã, Península Malaia                                         | $ 43,2 milhões | 22     |      |
| Man-yi (Tomas)     | 20 a 28 de novembro             | 150 (90)                | 960           | Ilhas Carolinas, Alasca                                          | Nenhum         | Nenhum |      |
| Owen               | 29 de novembro a 17 de dezembro | 150 (90)                | 958           | Ilhas Salomão, Papua-Nova Guiné, Queensland, Território do Norte | $ 25 milhões   | 1      |      |

### Dezembro

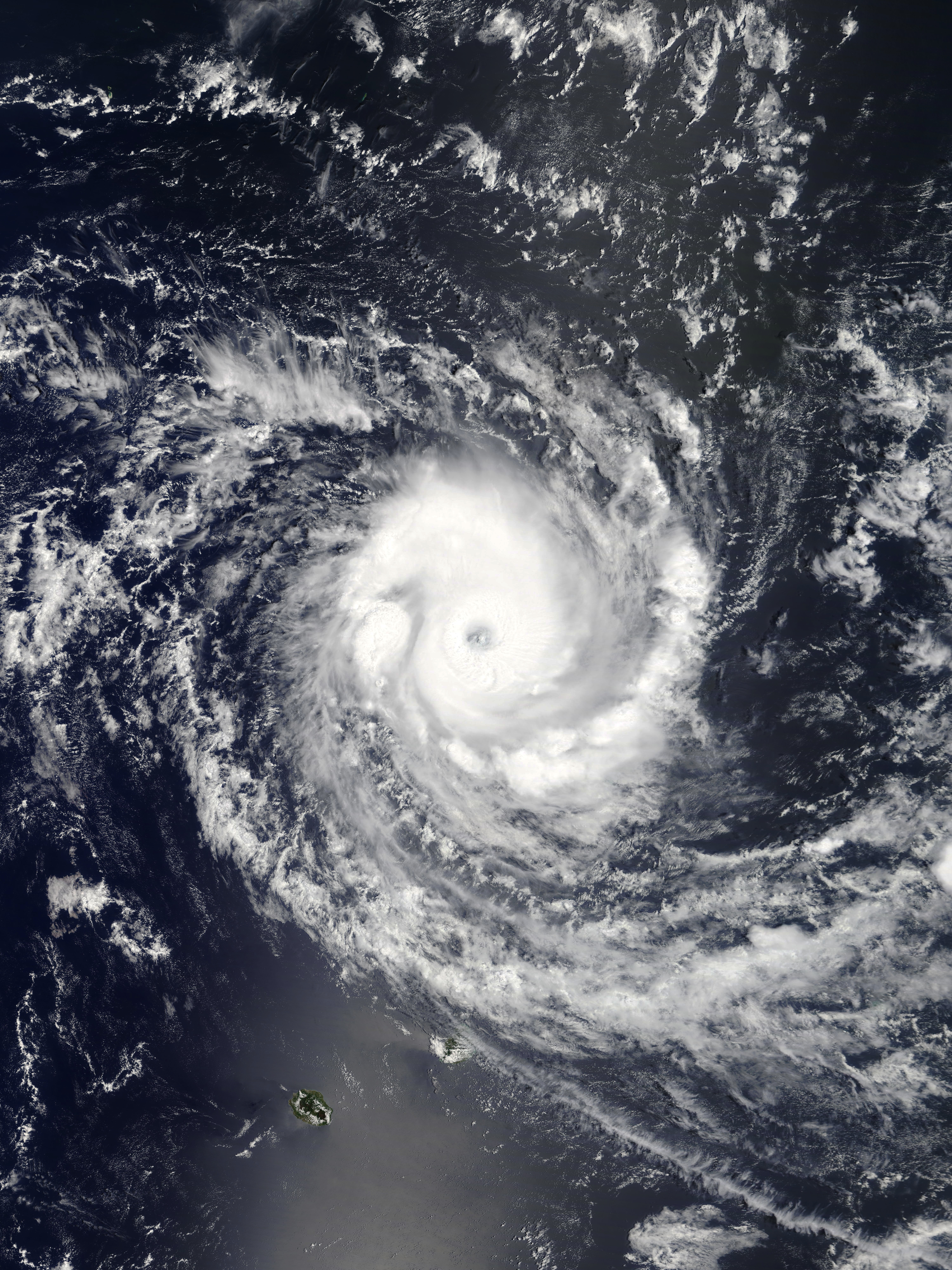
Ciclone Cilida

Dezembro foi um mês ativo com a formação de 13 ciclones tropicais. O ciclone Cilida se intensificou em um ciclone tropical intenso, mas nunca atingiu a costa diretamente.
| Nome da tempestade | Datas ativas                  | Vento máximo km/h (mph) | Pressão (hPa) | Áreas afetadas                    | Dano ( USD )  | Mortes | Refs   |
| ------------------ | ----------------------------- | ----------------------- | ------------- | --------------------------------- | ------------- | ------ | ------ |
| TL                 | 9 a 12 de dezembro            | Não especificado        | 1005          | Ilhas Salomão, Queensland         | Nenhum        | Nenhum |        |
| Phethai            | 13 a 18 de dezembro           | 100 (65) 3              | 993           | Índia Oriental, Nordeste da Índia | $ 100 milhões | 8      |        |
| Kenanga            | 14 a 22 de dezembro           | 185 (115)               | 942           | Nenhum                            | Nenhum        | Nenhum |        |
| Cilida             | 16 a 24 de dezembro           | 215 (130)               | 940           | Maurícia                          | Mínimo        | Nenhum |        |
| 35W (Usman)        | 25 a 29 de dezembro           | 55 (35)                 | 1000          | Palau, Filipinas                  | $ 103 milhões | 156    | [ 69 ] |
| TL                 | 27 a 28 de dezembro           | Não especificado        | 1001          | Top End, Timor, Kimberley         | Nenhum        | Nenhum |        |
| Centavo            | 26 de dezembro a 9 de janeiro | 95 (60)                 | 987           | Papua-Nova Guiné, Queensland      | Mínimo        | Nenhum |        |
| Mona 6             | 28 de dezembro a 7 de janeiro | 95 (60)                 | 985           | Ilhas Salomão, Fiji               | Mínimo        | Nenhum |        |
| 03F                | 28 de dezembro a 1 de janeiro | 55 (35)                 | 998           | Ilhas Salomão, Fiji               | Nenhum        | Nenhum |        |
| TL                 | 29 a 30 de dezembro           | Não especificado        | 1007          | Ilha de Tagula                    | Nenhum        | Nenhum |        |
| TL                 | 30 de dezembro a 2 de janeiro | Não especificado        | 1007          | Java                              | Nenhum        | Nenhum |        |
| 05F                | 31 de dezembro a 2 de janeiro | Não especificado        | 998           | Nenhum                            | Nenhum        | Nenhum |        |

## Efeitos globais
| Nome da temporada                                               | Áreas afetadas | Sistemas formados | Tempestades nomeadas | Danos ( USD )          | Mortes |
| --------------------------------------------------------------- | --- | ----------------- | -------------------- | ---------------------- | ------ |
| Temporada de furacões no Atlântico 2018                         | África Ocidental, Cabo Verde, Pequenas Antilhas, Grandes Antilhas, Ilhas Cayman, América Central, Costa do Golfo dos Estados Unidos, Costa Leste dos Estados Unidos, Sudeste dos Estados Unidos, Leste dos Estados Unidos, Meio-Oeste dos Estados Unidos, Bermudas, Ontário, Canadá Atlântico, Islândia, Península Ibérica, Madeira, Açores, Irlanda, Reino Unido, França, Noruega | 16                | 15                   | > $ 50,205 mil milhões | 172    |
| Temporada de furacões do Pacífico de 2018                       | América Central, México, Península da Baja Califórnia, Havaí, Atol Johnston, Ilhas do Noroeste do Havaí, Sudoeste dos Estados Unidos, Texas, Oklahoma, Arkansas, Alasca, Colúmbia Britânica | 27                | 24                   | > $ 1,258 mil milhão   | 52     |
| Temporada 1 de tufão do Pacífico de 2018                        | Ilhas Carolinas, Ilhas Marshall , Ilhas Marianas, Guam, Filipinas, Taiwan, China, Hong Kong, Macau, Vietnã, Camboja, Laos, Península Malaia, Ilhas Ryukyu, Honshu, Japão, Península Coreana, Extremo Oriente Russo, Alasca, Ilhas Aleutas | 44                | 29                   | > $ 30,23 mil milhões  | 772    |
| Temporada de ciclones do Norte do Oceano Índico 2018            | Ilhas Andaman, Mianmar, Índia, Bangladesh, Maldivas, Península Arábica, Chifre da África , | 14                | 7                    | $ 4,325 mil milhões    | 343    |
| Temporada 1 de ciclones do Sudoeste do Oceano Índico de 2017–18 | Madagascar, Moçambique, Maurício, Reunião | 8                 | 6                    | $ 63,9 milhões         | 108    |
| Temporada 2 de ciclones do sudoeste do Oceano Índico de 2018–19 | Agaléga, Madagascar, Tanzânia, Maurício | 4                 | 4                    | Nenhum                 | Nenhum |
| Temporada 1 de ciclones da região australiana de 2017–18        | Austrália Ocidental, Ilha Christmas, Top End, Ilhas Salomão, Austrália do Sul, Nova Caledônia, Sudeste de Queensland, Ilhas Tanimbar, Timor Leste, Papua-Nova Guiné | 17                | 8                    | $ 165 milhões          | 41     |
| Temporada 2 de ciclones da região australiana de 2018–19        | Papua Nova Guiné, Ilhas Salomão, Java, Ilha Christmas, Timor, Queensland, Território do Norte | 10                | 3                    | $ 25 milhões           | 1      |
| Temporada 1 de ciclones do Pacífico Sul de 2017–18              | Fiji, Nova Caledônia, Vanuatu, Tonga, Nova Zelândia, Ilhas Samoa, Wallis e Futuna, Niue, Ilhas Salomão | 8                 | 5                    | $ 377 milhões          | 11     |
| Temporada 2 de ciclones do Pacífico Sul de 2018–19              | Ilhas Salomão, Fiji | 3                 | 1                    | Nenhum                 | Nenhum |
| Ciclone tropical mediterrâneo                                   | Tunísia, Líbia, Itália, Grécia, Turquia | 1                 | 1                    | Desconhecido           | 6      |
| No mundo todo                                                   | (Veja acima) | 151               | 102                  | > $ 86,65 mil milhões  | 1.506  |